# Architettura in Sardegna

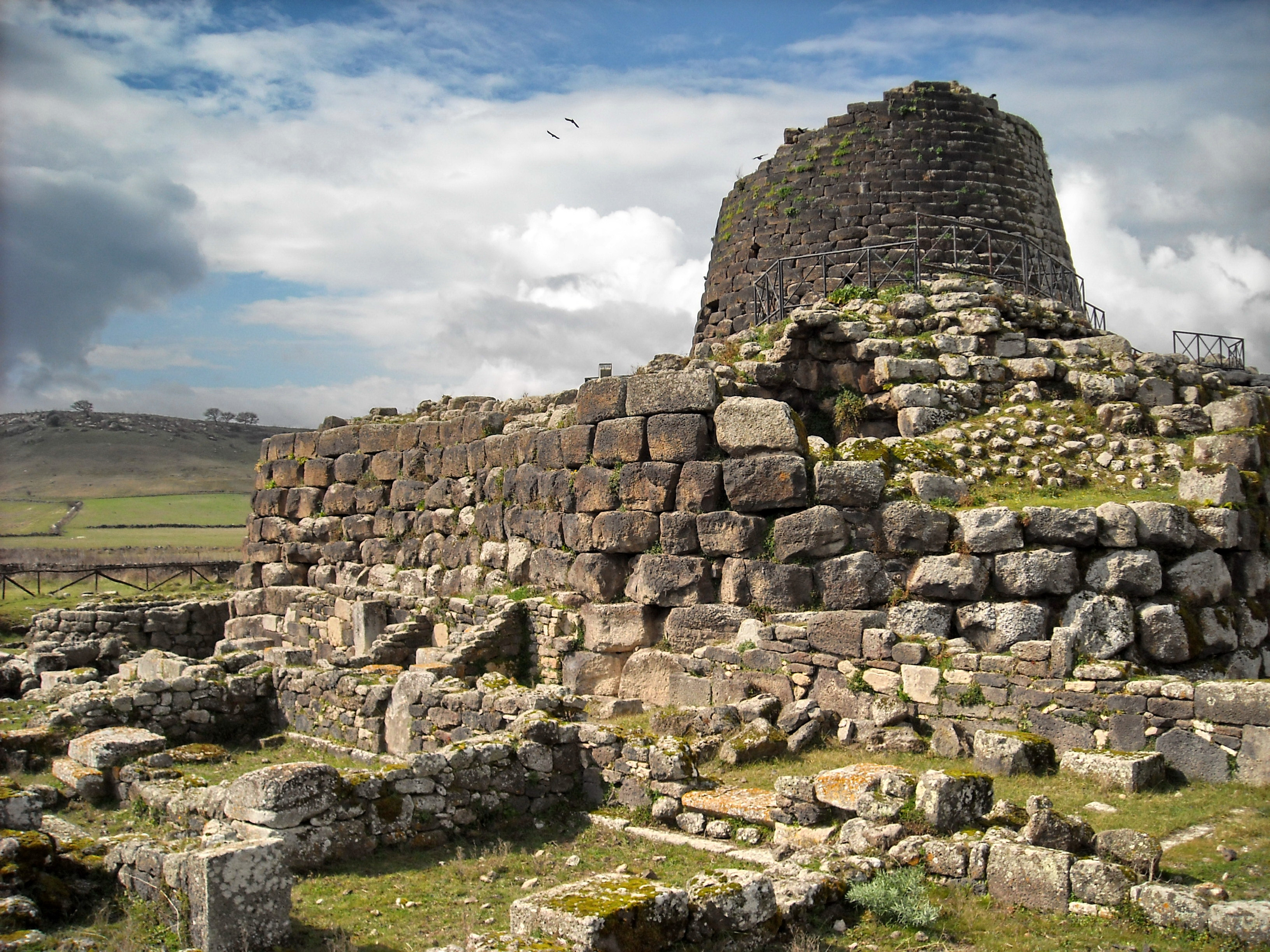
Nuraghe Santu Antine, Torralba

L'architettura in Sardegna si è sviluppata sin dal 4000 a.C., presentando in taluni periodi storici degli aspetti caratteristici, in particolare in età nuragica.

## Dalla preistoria all'epoca bizantina

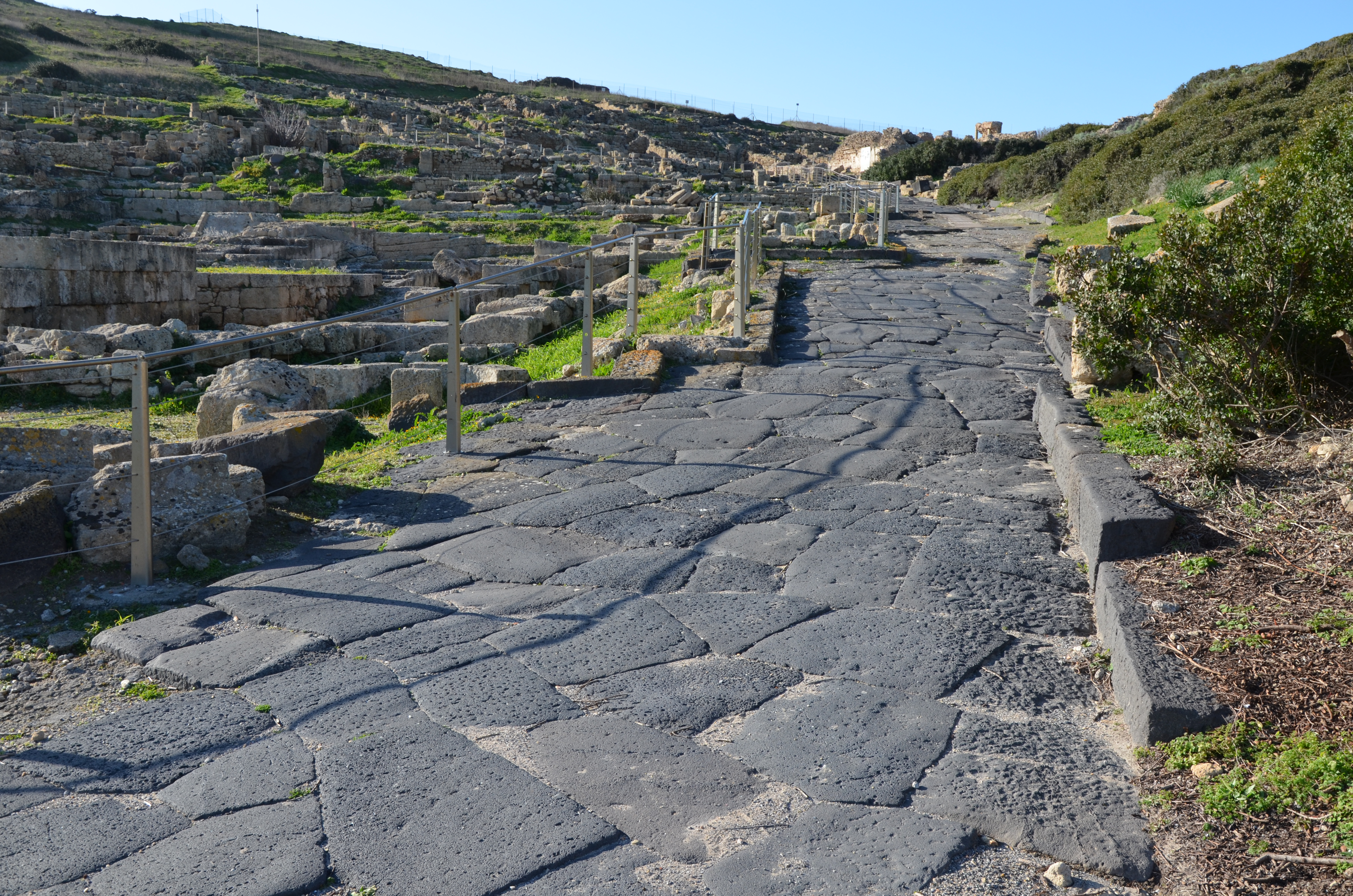
Rovine di Tharros

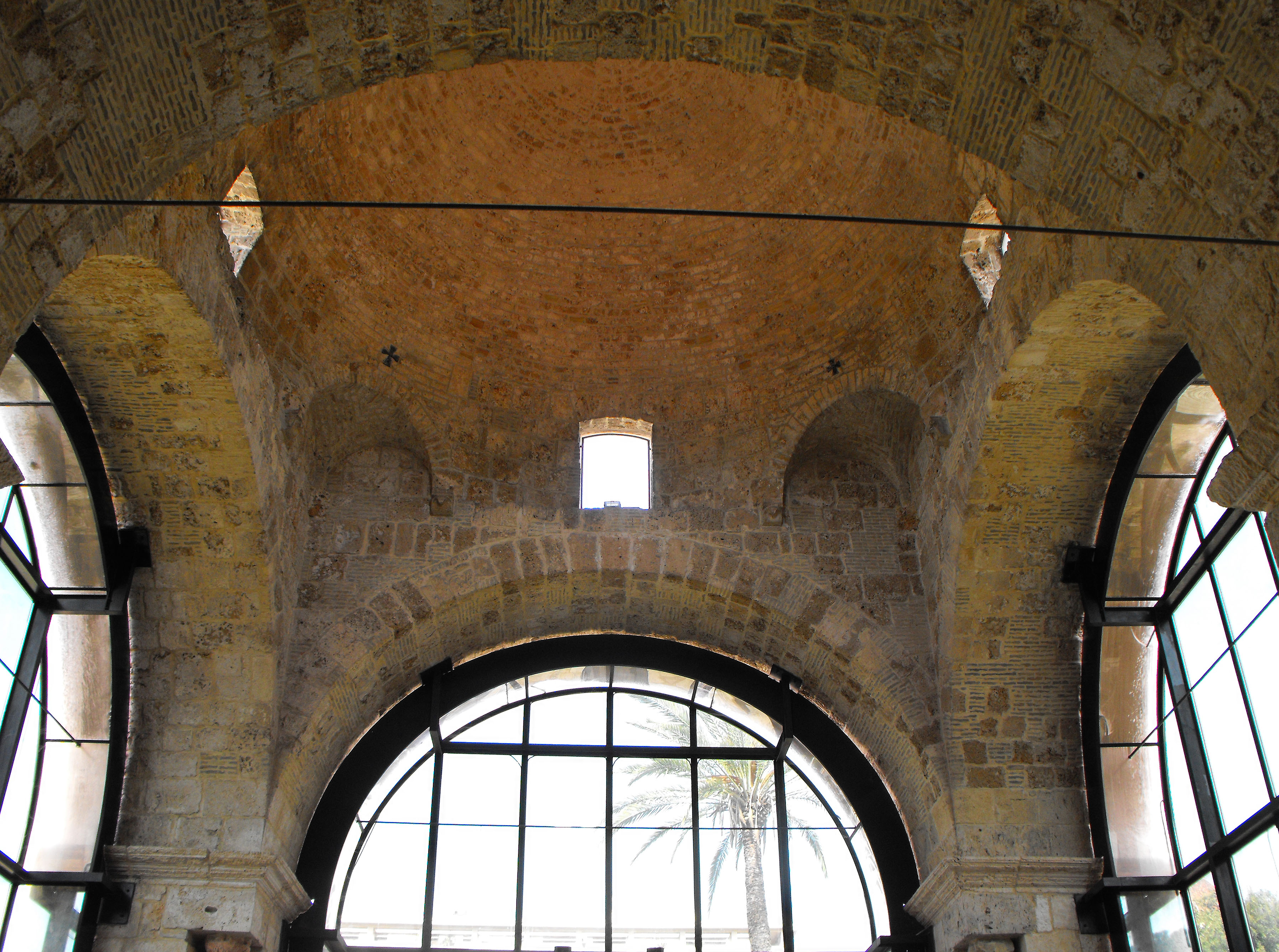
Cupola della basilica di San Saturnino di Cagliari, il più antico complesso monumentale paleocristiano della Sardegna

Dell'architettura preistorica e protostorica in Sardegna sono presenti numerose testimonianze come le Domus de janas (tombe ipogeiche), i circoli megalitici, i menhir, i dolmen, Monte d'Accoddi, le tombe dei giganti, i tempietti a "megaron" e i templi a pozzo; tuttavia, l'elemento che più di ogni altro caratterizza il paesaggio preistorico sardo sono i nuraghi, che si trovano numerosi (ne rimangono ancora in piedi circa 7000) e in varie tipologie (a corridoio, monotorre, a tancato, polilobati); si stima che vi siano all'incirca 500 villaggi nuragici, in genere fortificati, di cui gli esempi più importanti e significativi sono Su Nuraxi di Barumini, Santu Antine a Torralba, Seruci a Gonnesa e Losa nei pressi di Abbasanta.
Numerose sono anche le tracce lasciate dai Fenici che fondarono, lungo le coste, le prime città, tra cui Caralis, Nora, Sulki, Tharros . Nel 500 a.C. circa, i punici realizzarono il tempio di Antas (che verrà pesantemente modificato in epoca romana da Augusto e Caracalla) dedicato al culto di Sid Addir (noto in seguito come Sardus Pater). Nelle vicinanze degli abitati si ha inoltre la comparsa di vere e proprie necropoli, di cui la necropoli di Tuvixeddu costituisce l'esempio più eclatante, e di aree denominate tofet, dedicate alle sepolture dei bambini. La presenza cartaginese fu rafforzata anche dalla creazione di nuove città, tra le quali spiccano Neapolis (Guspini) e Cornus (Cuglieri), e di fortificazioni.
I Romani diedero un assetto organizzativo all'intera isola con la realizzazione di una articolata rete stradale, la ristrutturazione delle città preesistenti e la creazione di nuovi insediamenti (come la Colonia Iulia Turris Libisonis, Forum Traiani e Usellus), e la realizzazione di numerose infrastrutture di cui sopravvivono numerose rovine, come gli acquedotti, il Palazzo di Re Barbaro a Porto Torres, le terme di Fordongianus, il teatro di Nora e l'anfiteatro di Cagliari.
Anche dell'architettura paleocristiana e bizantina rimangono diverse testimonianze in tutto il territorio sia sulle coste che all'interno, come le basiliche di San Saturnino di Cagliari, Sant'Antioco nell'isola omonima, Columbaris a Cornus e San Giovanni di Sinis nei pressi di Cabras, risalenti al VI secolo; altrettanto interessanti sono alcuni ipogei, come quello di San Salvatore di Sinis a Cabras, la chiesa rupestre di Sant'Andrea Priu a Bonorva e alcune chiese di origine bizantina come Nostra Signora di Mesumundu nei pressi di Siligo.  

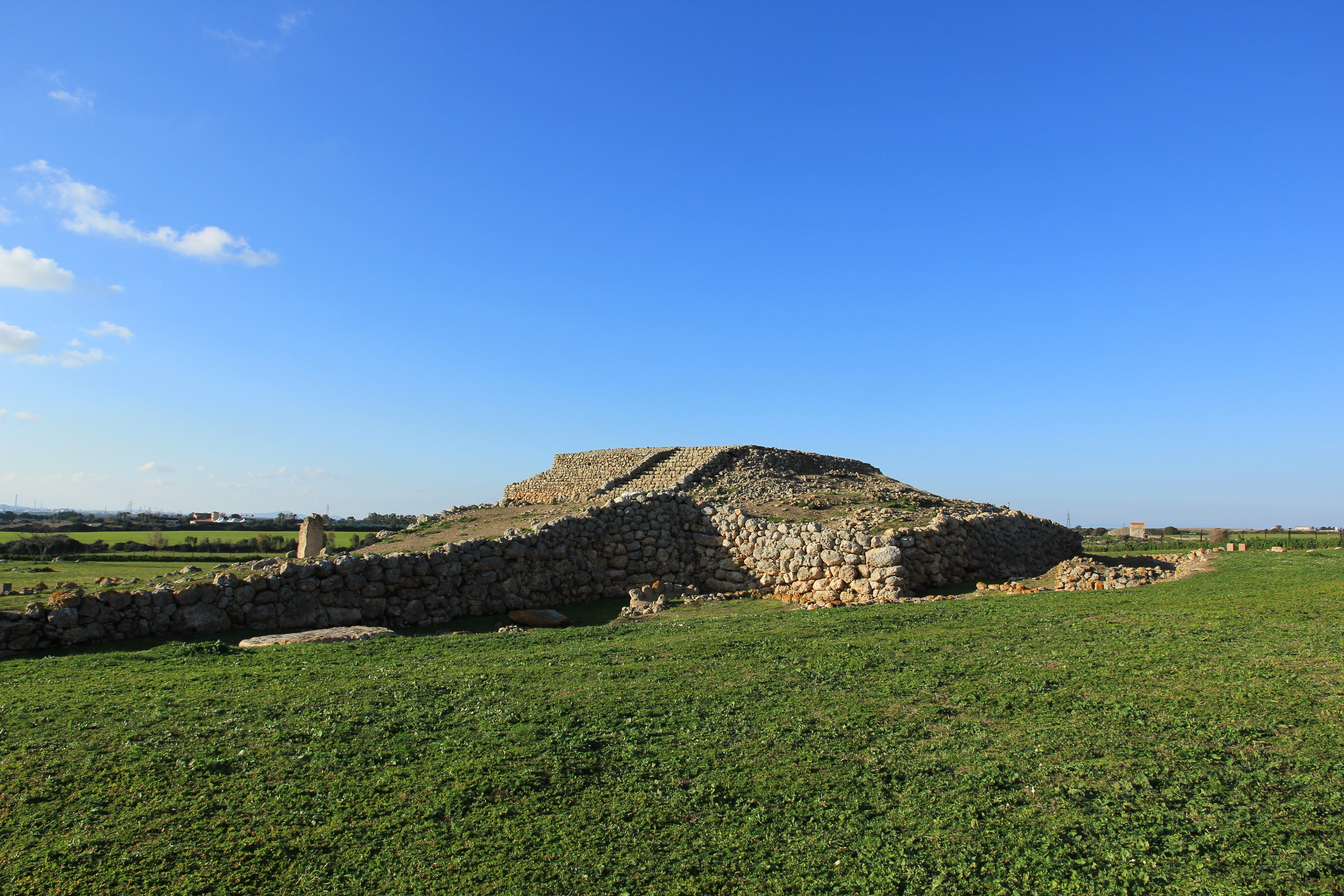
Complesso prenuragico di Monte d'Accoddi, Sassari
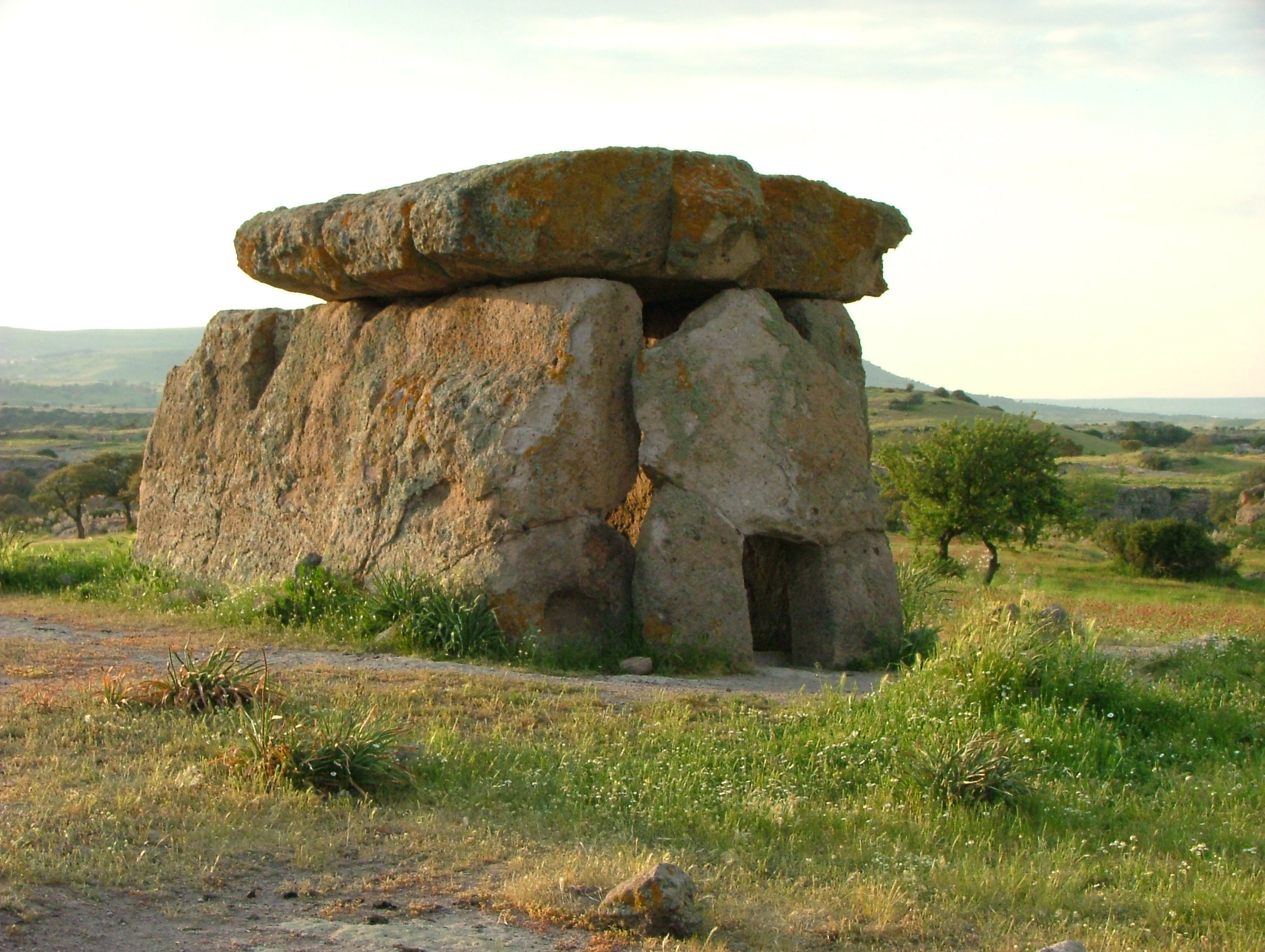
Dolmen di Sa Coveccada, Mores
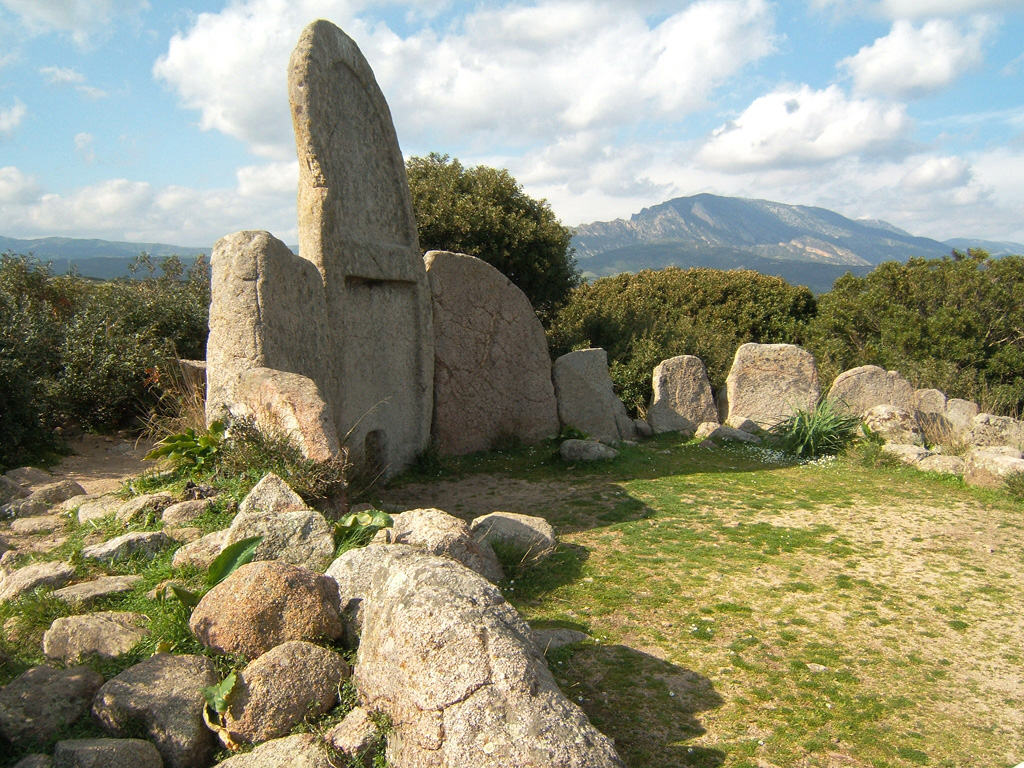
Tomba dei giganti di S'Ena e Thomes, Dorgali
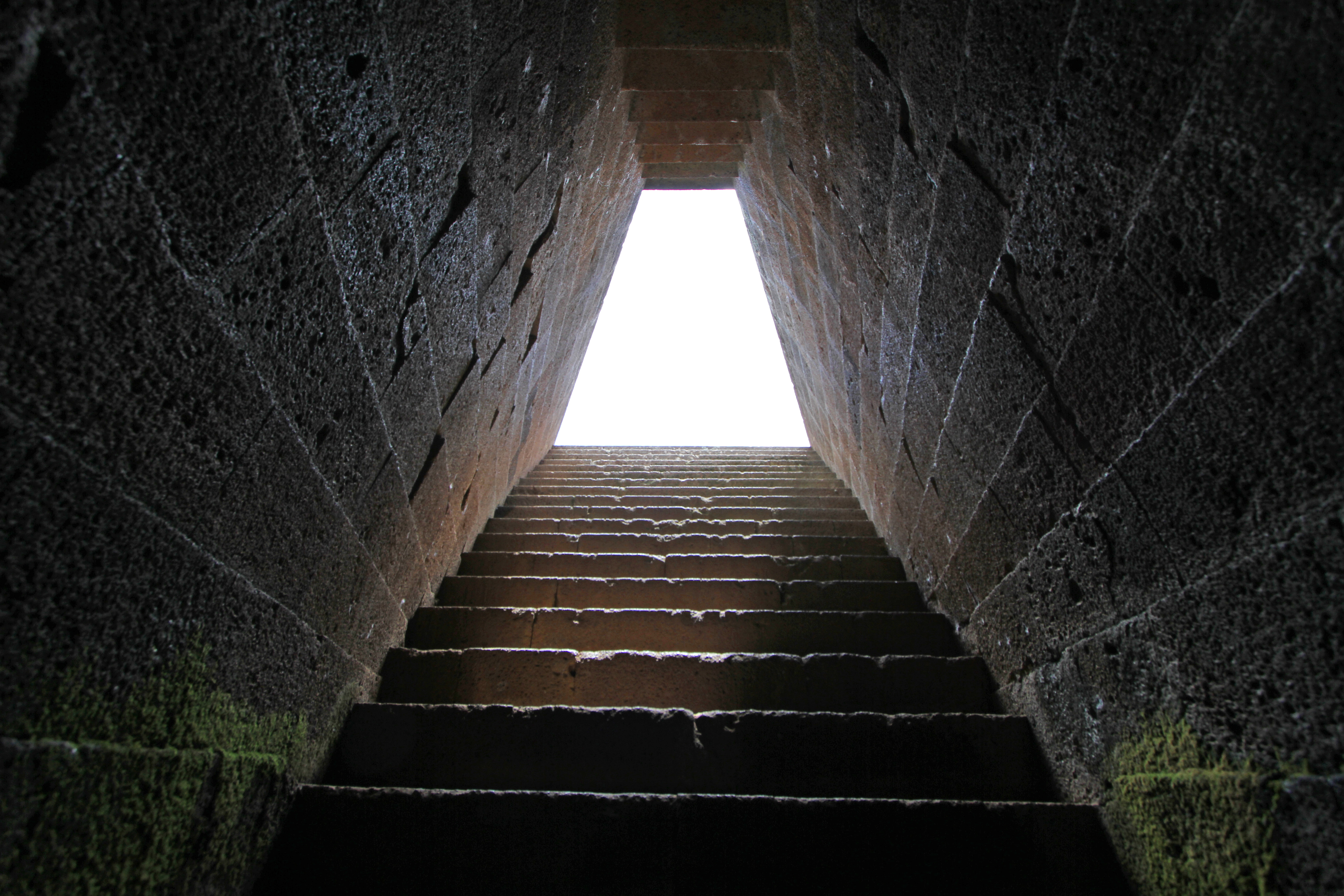
Santuario nuragico di Santa Cristina, Paulilatino
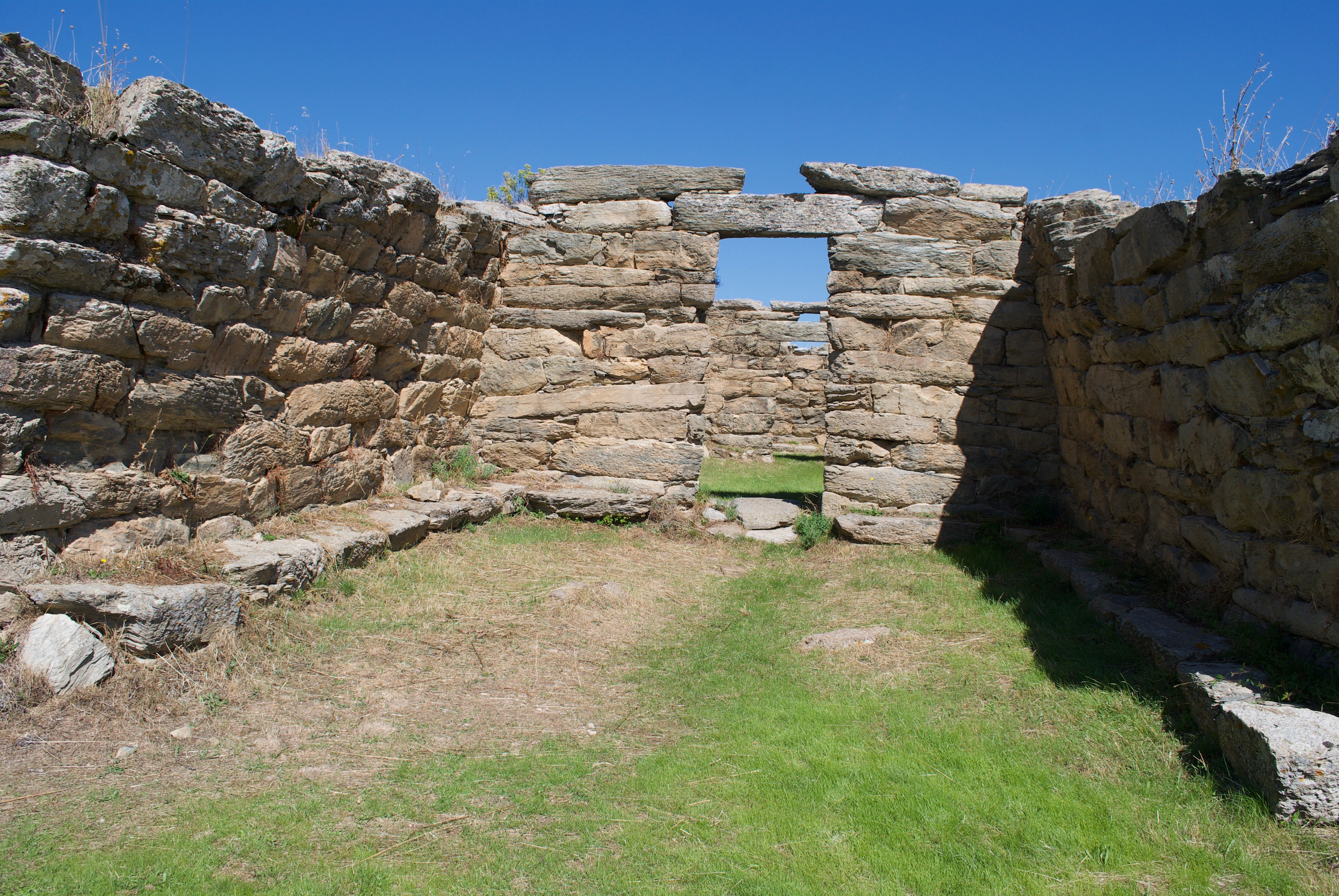
Tempio di Domu de Orgia, Esterzili
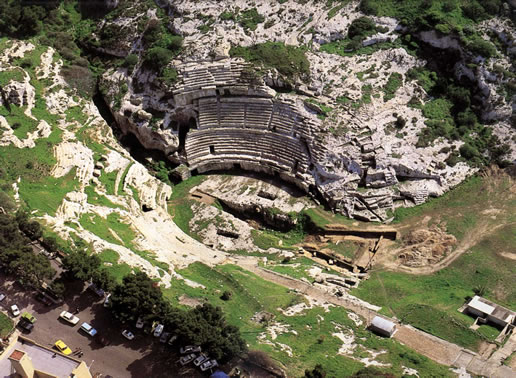
Anfiteatro romano di Cagliari, Cagliari
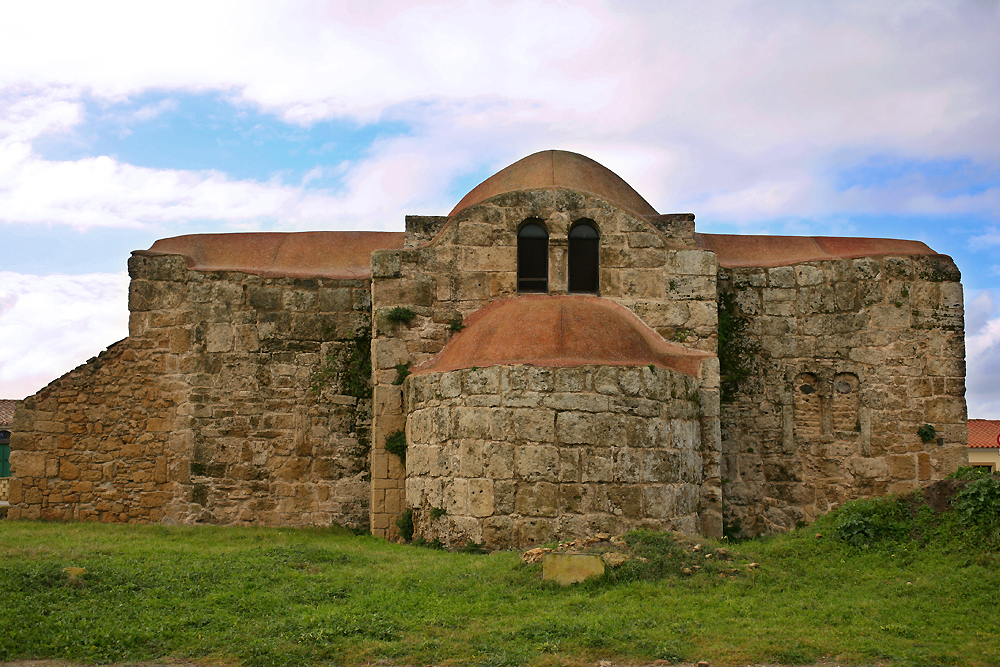
Chiesa di San Giovanni di Sinis, Cabras

## Il periodo giudicale

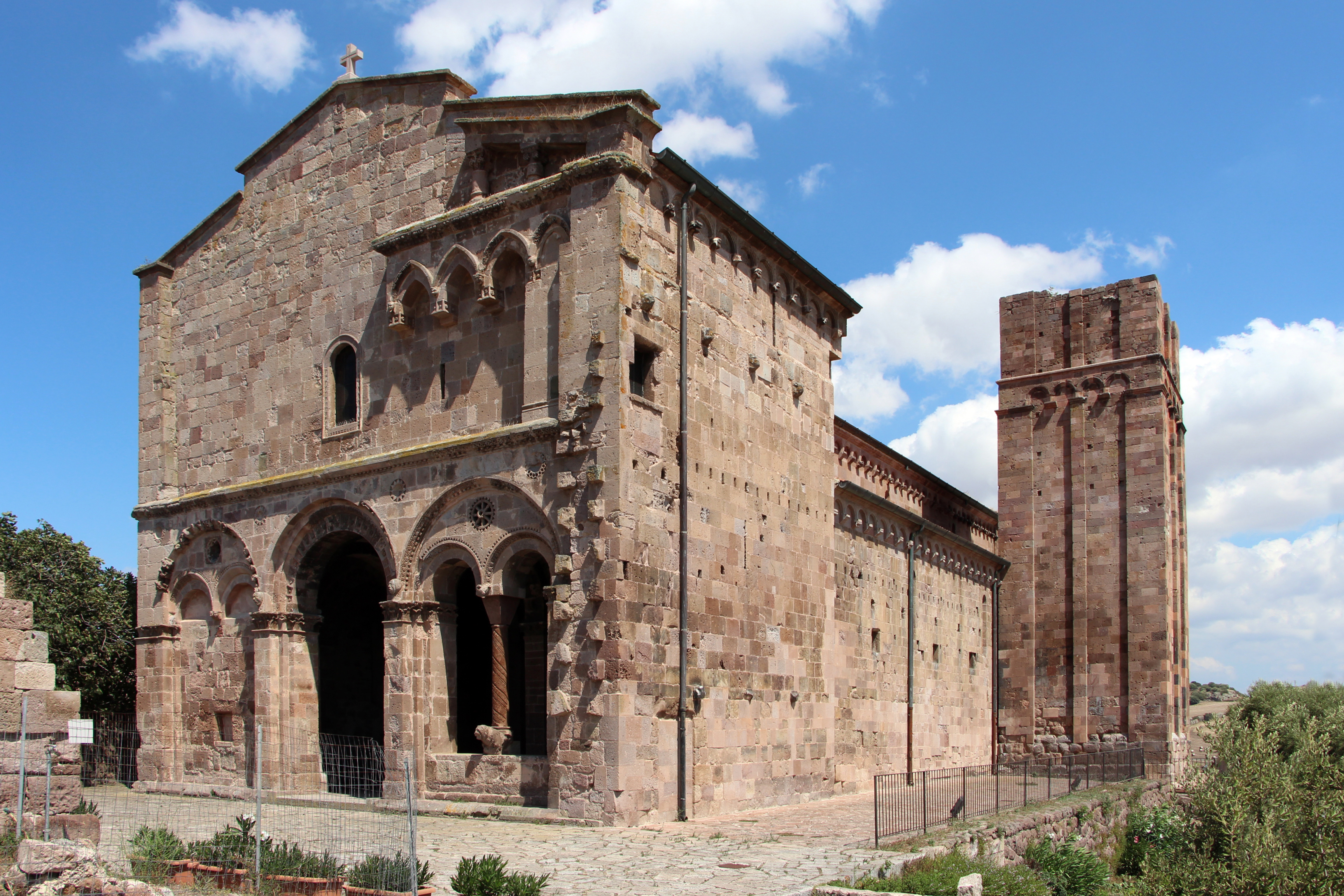
Basilica di Sant'Antioco di Bisarcio di Ozieri

Una particolare attenzione merita il periodo giudicale durante il quale, grazie alla sicurezza del Mediterraneo garantita dalle flotte delle Repubbliche marinare, a seguito del prosperare delle attività commerciali, si diffuse l'architettura romanica. Il primo edificio romanico dell'isola è la basilica di San Gavino a Porto Torres nel Giudicato di Torres: la costruzione ebbe inizio durante il regno del giudice Gonnario Comita de Lacon-Gunale (circa 1015 - 1038).
Alla morte di Gonario gli succederà il figlio Barisone I che proseguirà nella costruzione della basilica.
I sovrani dei regni giudicali, dal 1063 in poi, attraverso cospicue donazioni, favorirono l'arrivo nell'isola di monaci di diversi ordini da varie regioni della penisola italiana e della Francia; queste circostanze portarono in breve tempo ad operare nell'isola maestranze di diversa provenienza: pisani, lombardi e provenzali, ma anche di cultura araba, provenienti dalla penisola iberica, dando luogo al manifestarsi di espressioni artistiche inedite, caratterizzate dalla fusione di queste esperienze.
Dopo la metà del XII secolo, l'architettura romanica sarda è stata contrassegnata sempre più dallo stretto legame con Pisa, tendente a farsi più esclusivo a causa della maggiore ingerenza delle famiglie pisane nelle politiche interne dei regni giudicali. La basilica di Saccargia a Codrongianos è forse la più nota espressione del romanico pisano in Sardegna.
Oltre alle numerose chiese, del periodo medievale sopravvivono diversi esempi di architettura militare tra cui i castelli, come il castello di Acquafredda, il Castello di San Michele, il castello di Sanluri o il Castello di Serravalle (per citarne alcuni), le mura di Sassari (Mura di Sassari) e Iglesias (Mura di Iglesias) - in parte risparmiate dalle demolizioni ottocentesche - e le torri, come quelle di San Pancrazio e dell'Elefante a Cagliari, opera di Giovanni Capula, o la Torre di Mariano II ad Oristano.

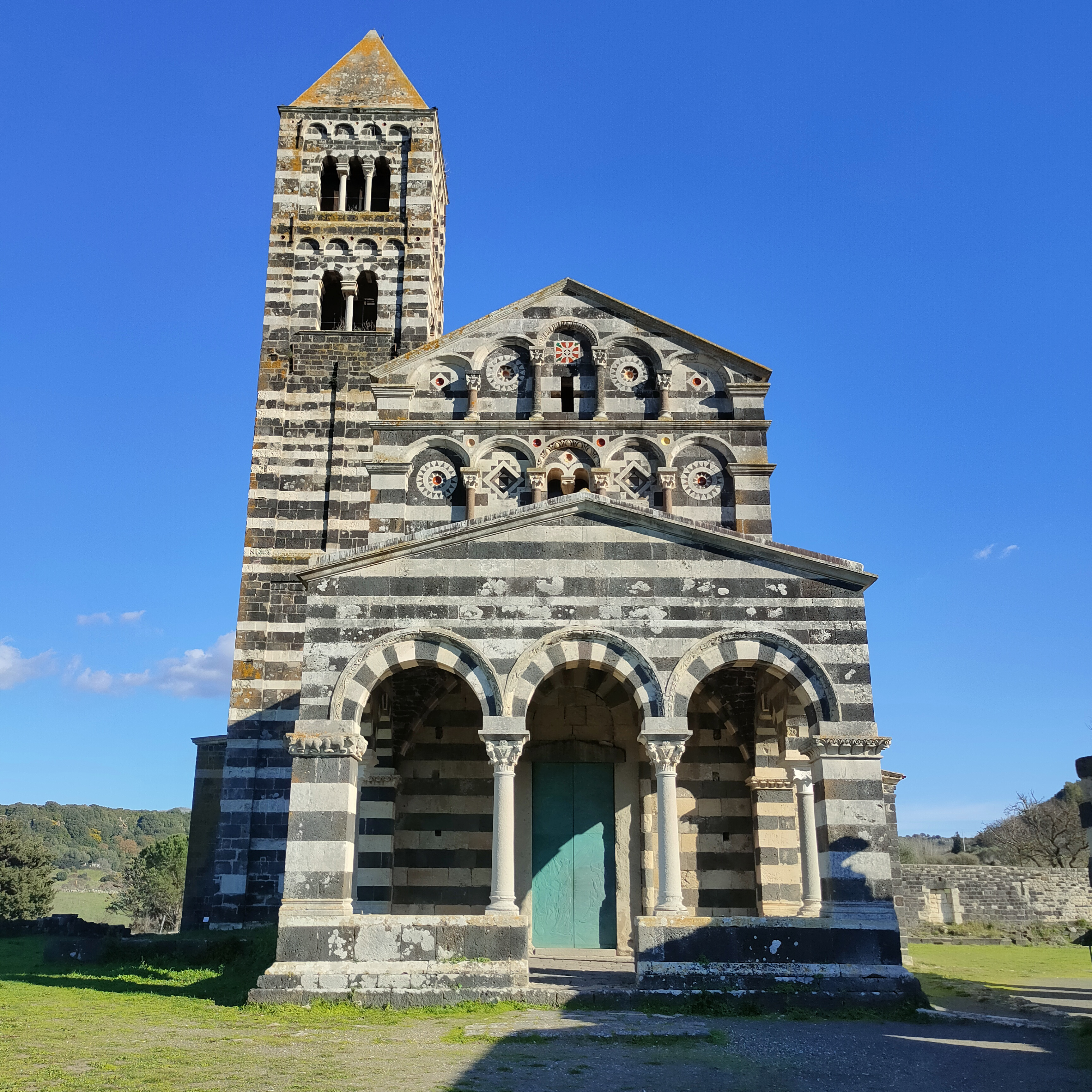
Basilica di Saccargia, Codrongianos
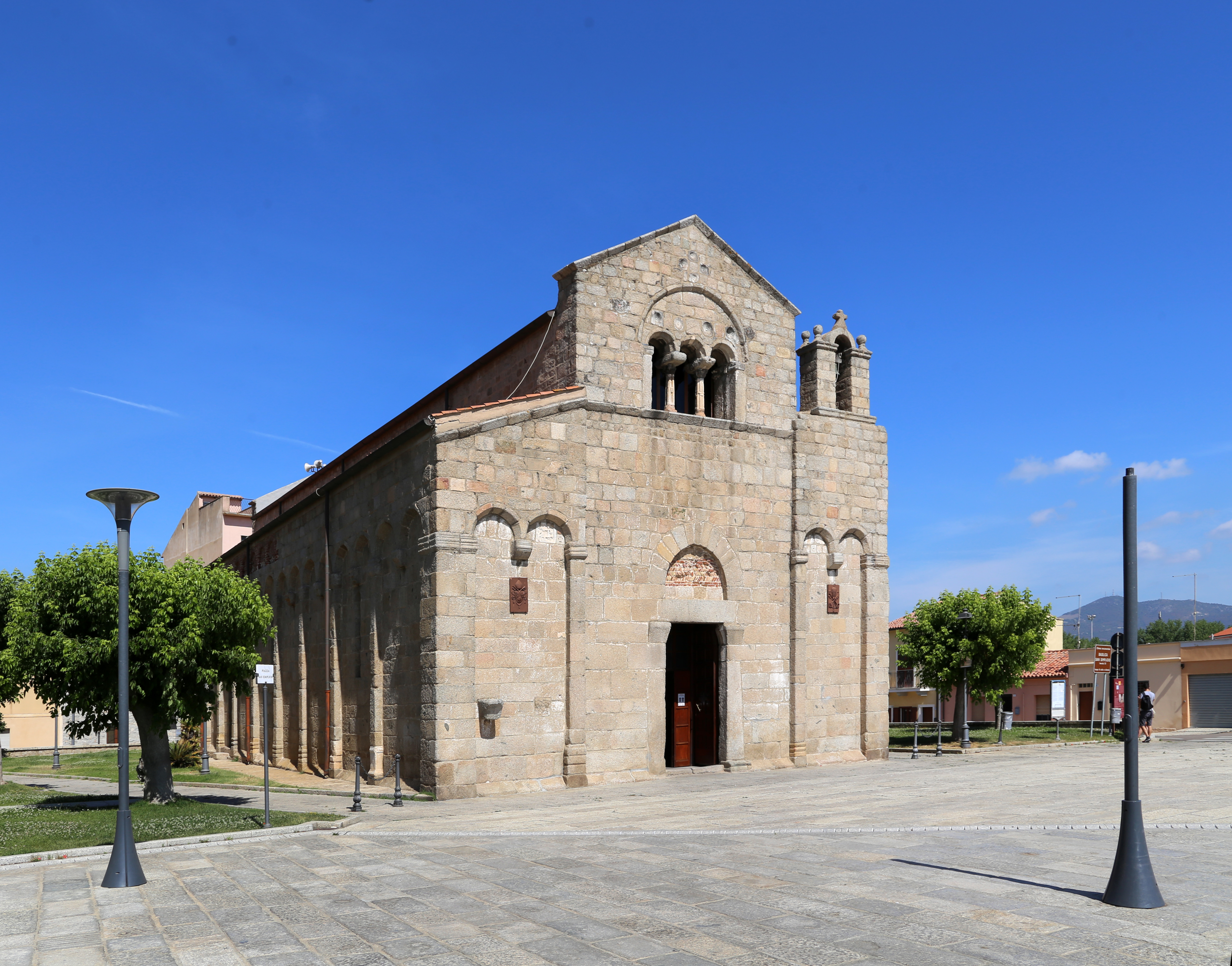
Basilica di San Simplicio, Olbia
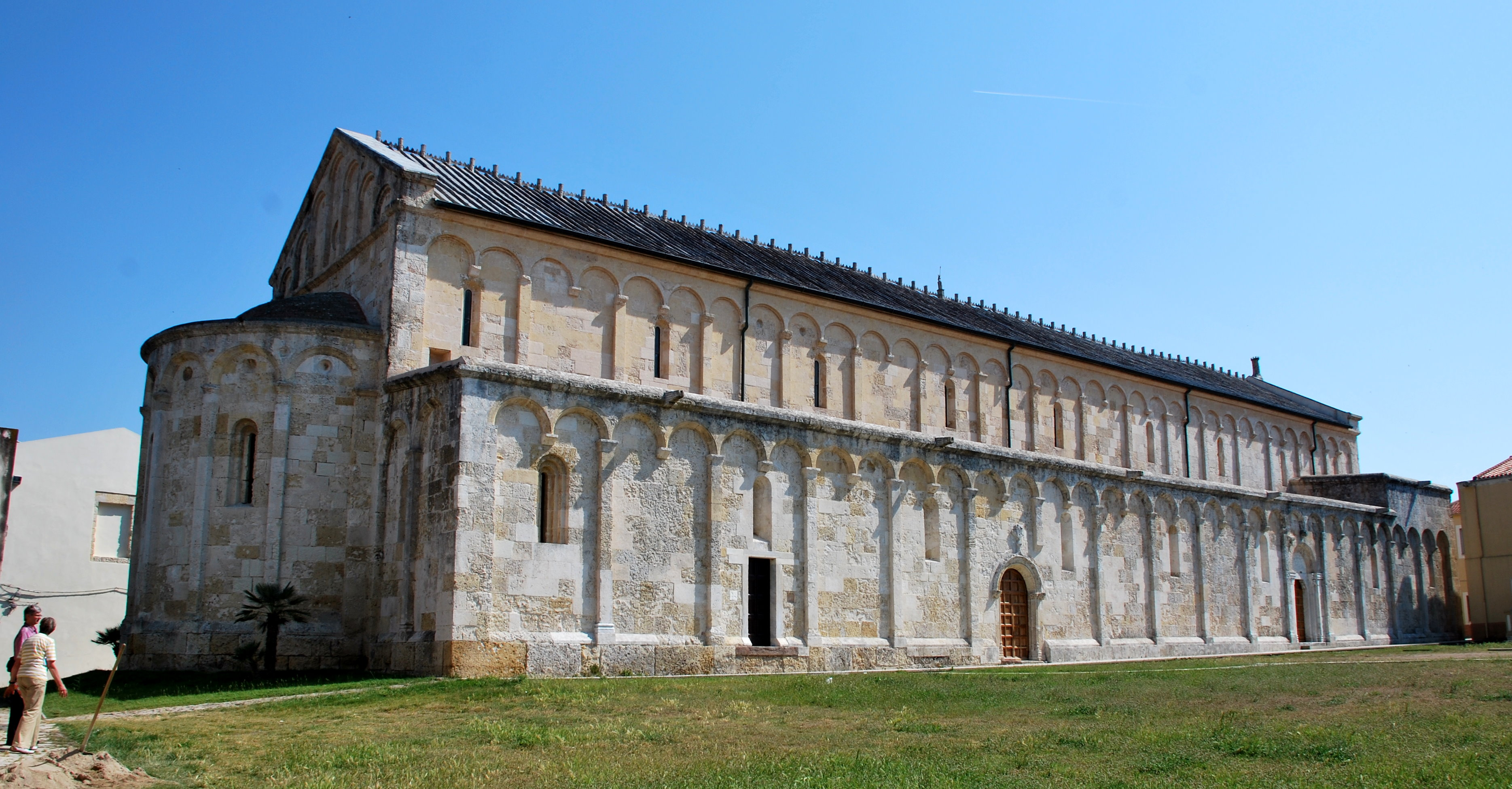
Basilica di San Gavino, San Proto e San Gianuario, Porto Torres
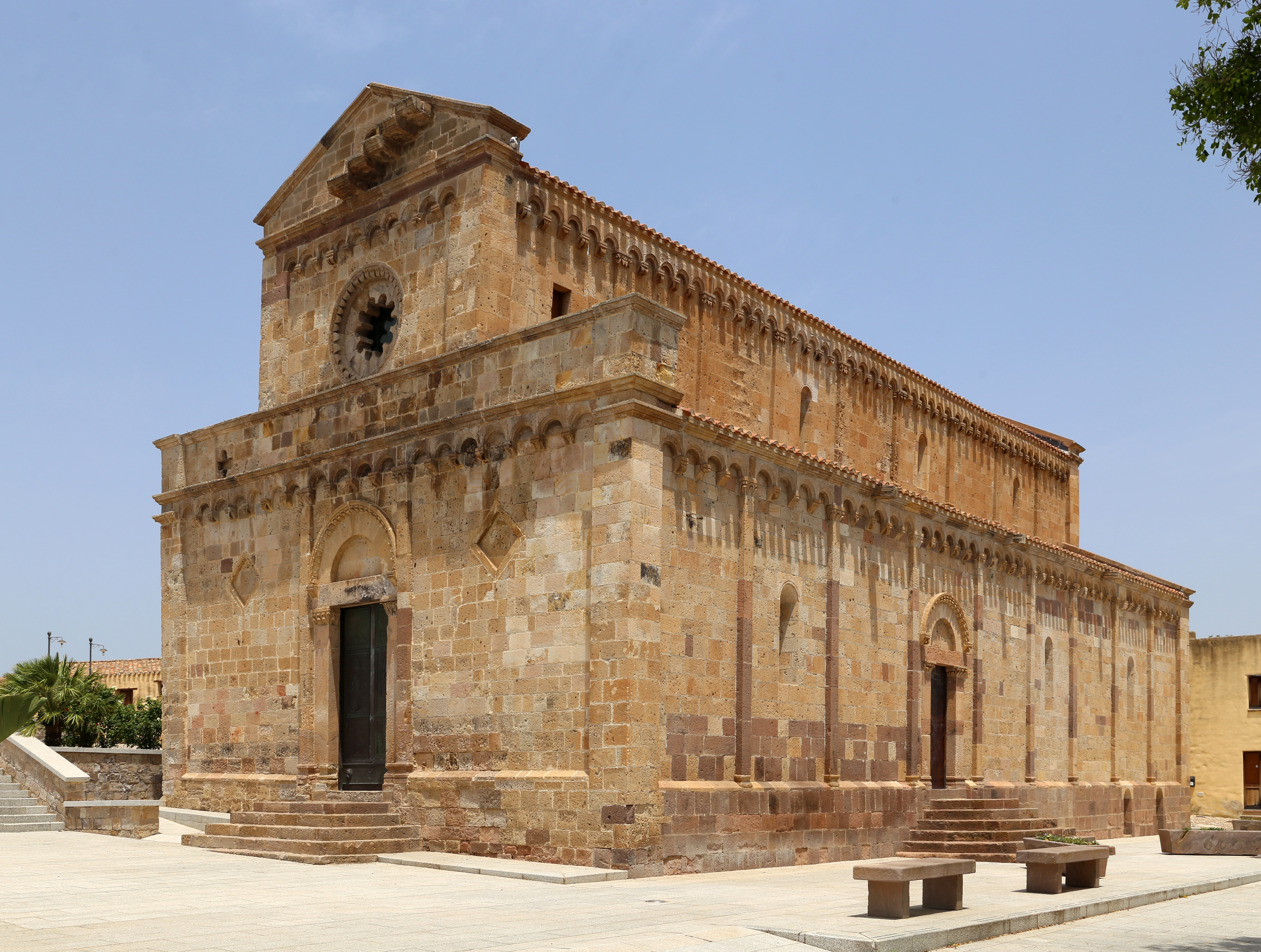
Chiesa di Santa Maria di Monserrato (Tratalias)
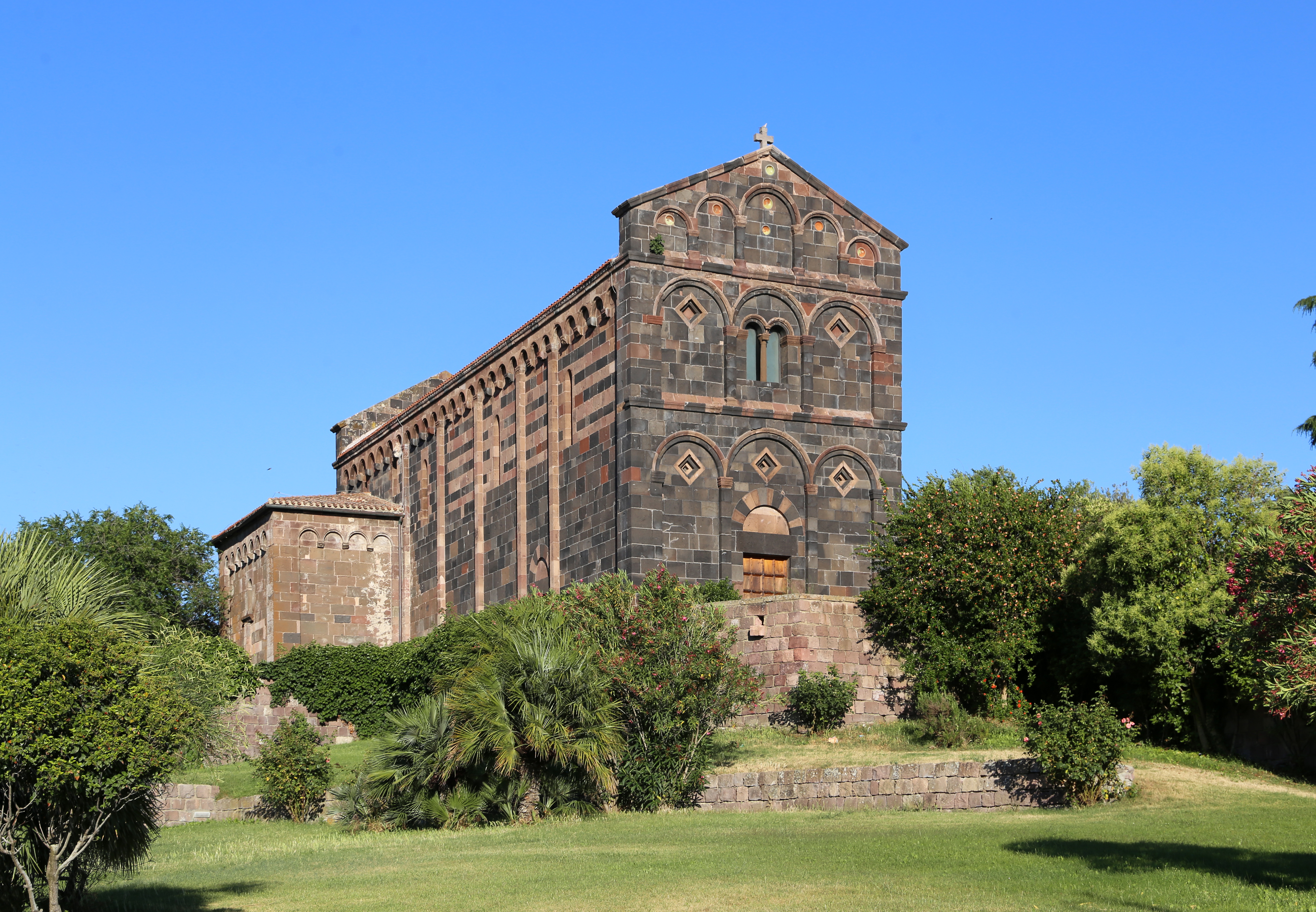
Chiesa di San Nicola (Ottana)
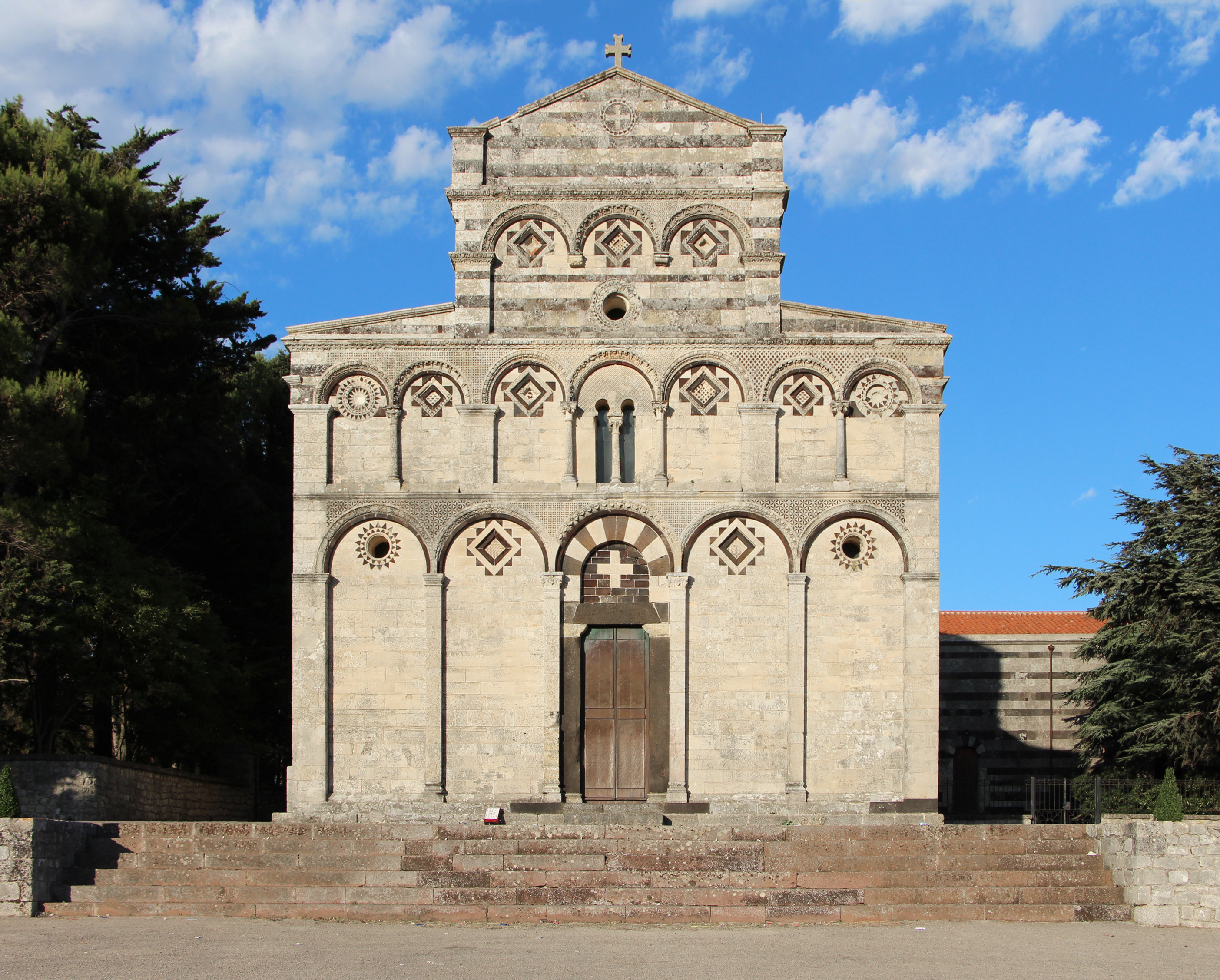
Chiesa di San Pietro di Sorres, Borutta
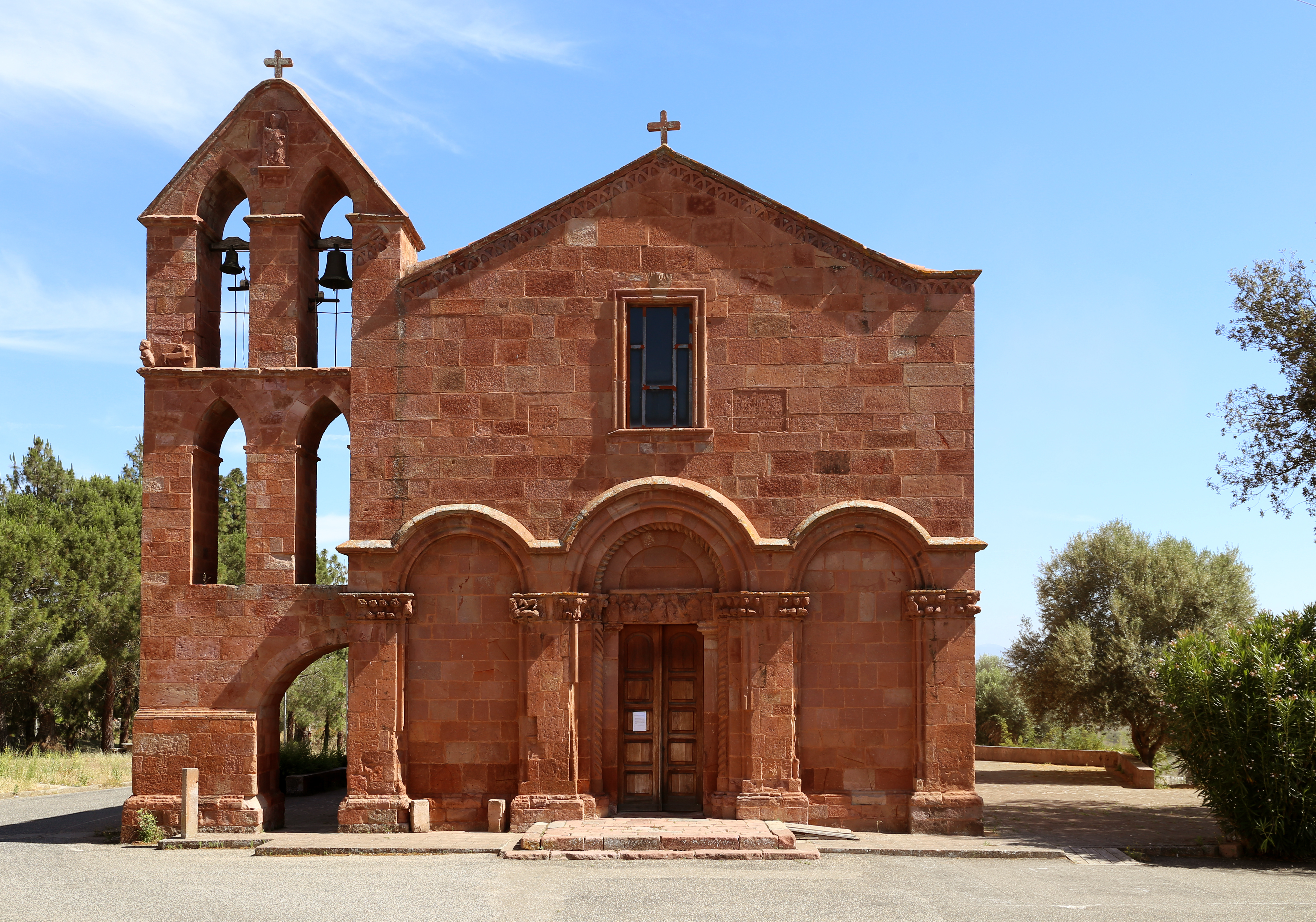
Chiesa di San Pietro di Zuri, Ghilarza

## Architettura gotica, rinascimentale e barocca

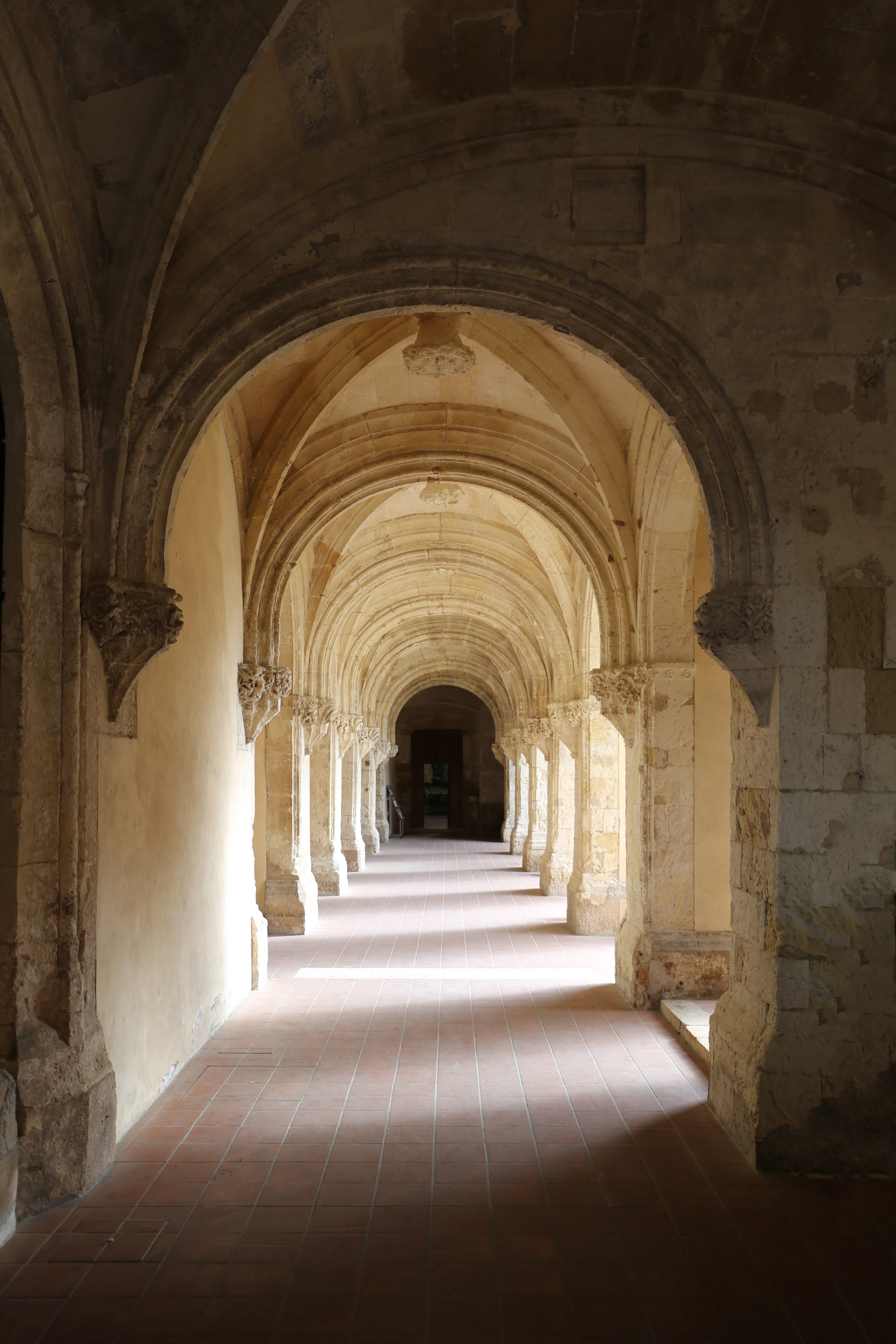
Chiostro di San Domenico, Cagliari

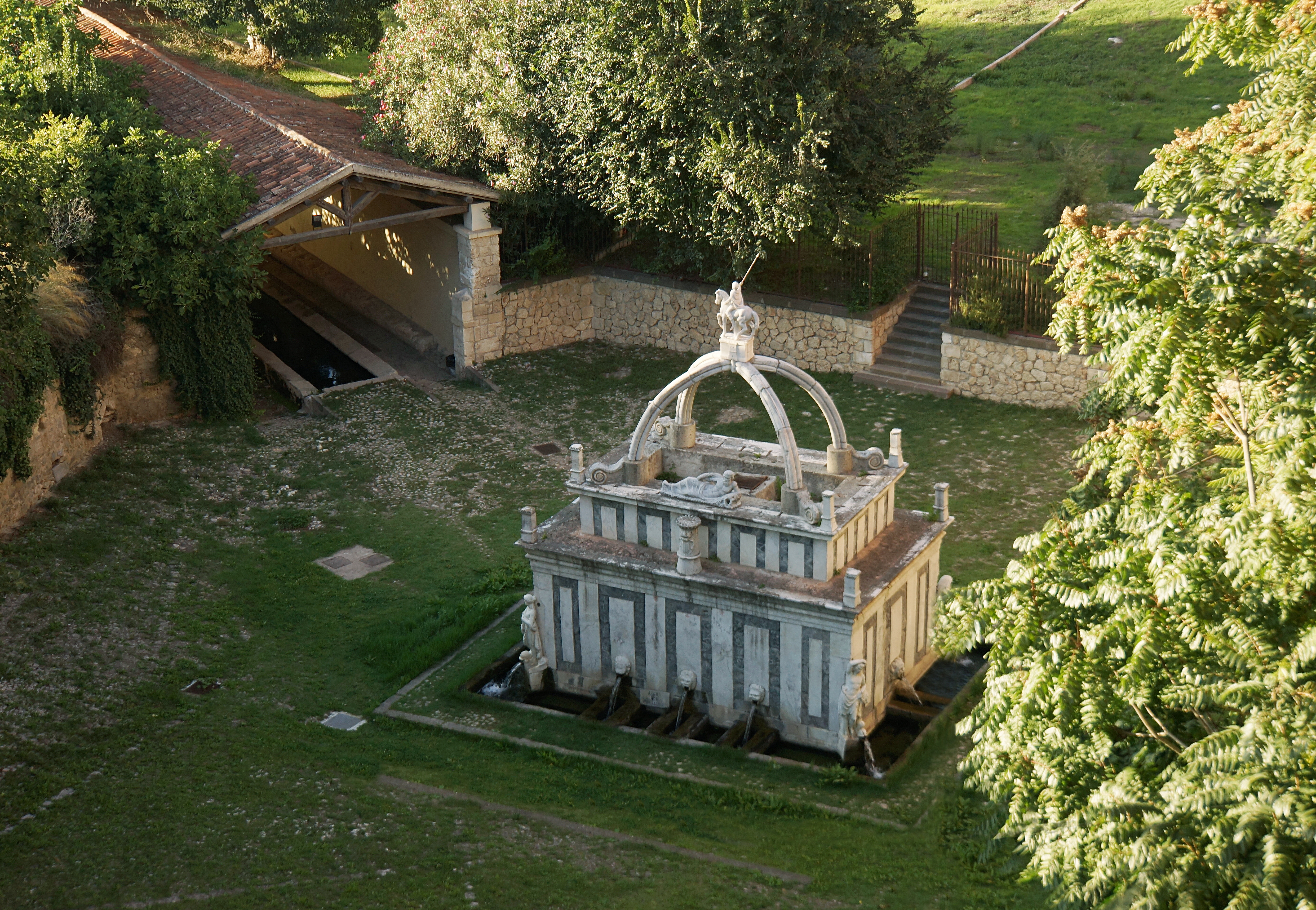
Fontana di Rosello, Sassari

Fin dalla metà del XIII secolo la presenza dei francescani determina l'introduzione in Sardegna di tipologie architettoniche e decorative legate al gotico italiano.
Fra gli edifici più importanti dello stile gotico italiano si segnala la cattedrale di Cagliari, che conserva parti consistenti del transetto.  Successivamente gli Aragonesi introdussero forme di architettura gotico-catalane, di cui il Santuario di Nostra Signora di Bonaria ne costituì il primo esempio. 
L'architettura rinascimentale, pur scarsamente rappresentata, annovera esempi notevoli come l'impianto della Cattedrale di San Nicola di Sassari (tardo gotica ma dal forte influsso rinascimentale), la chiesa di Sant'Agostino di Cagliari (progettata dai Palearo Fratino), la chiesa di Santa Caterina a Sassari (progettata dal Bernardoni, allievo di Vignola) ed il completamento della cattedrale di Santa Maria di Alghero, opera di Jacopo Palearo Fratino.
Al contrario, l'architettura barocca ha trovato ampio risalto: esempi interessanti sono la Collegiata di Sant'Anna a Cagliari, la facciata della cattedrale di San Nicola a Sassari (opera di Romero e Corbellini), la chiesa di San Michele a Cagliari (a pianta centrale con pregevoli stucchi e affreschi), nonché le cattedrali di Cagliari, Ales e Oristano, ricostruite tra '600 e '700, rispettivamente, da Domenico Spotorno e Giovanni Battista Arieti.
Nella seconda metà del XVI secolo, in età spagnola, vennero potenziate e ammodernate le piazzeforti di Cagliari, Alghero e Castellaragonese (Castelsardo). A questo periodo risale anche l'edificazione, in funzione anti-barbaresca, delle torri costiere dislocate lungo tutta la costa sarda.

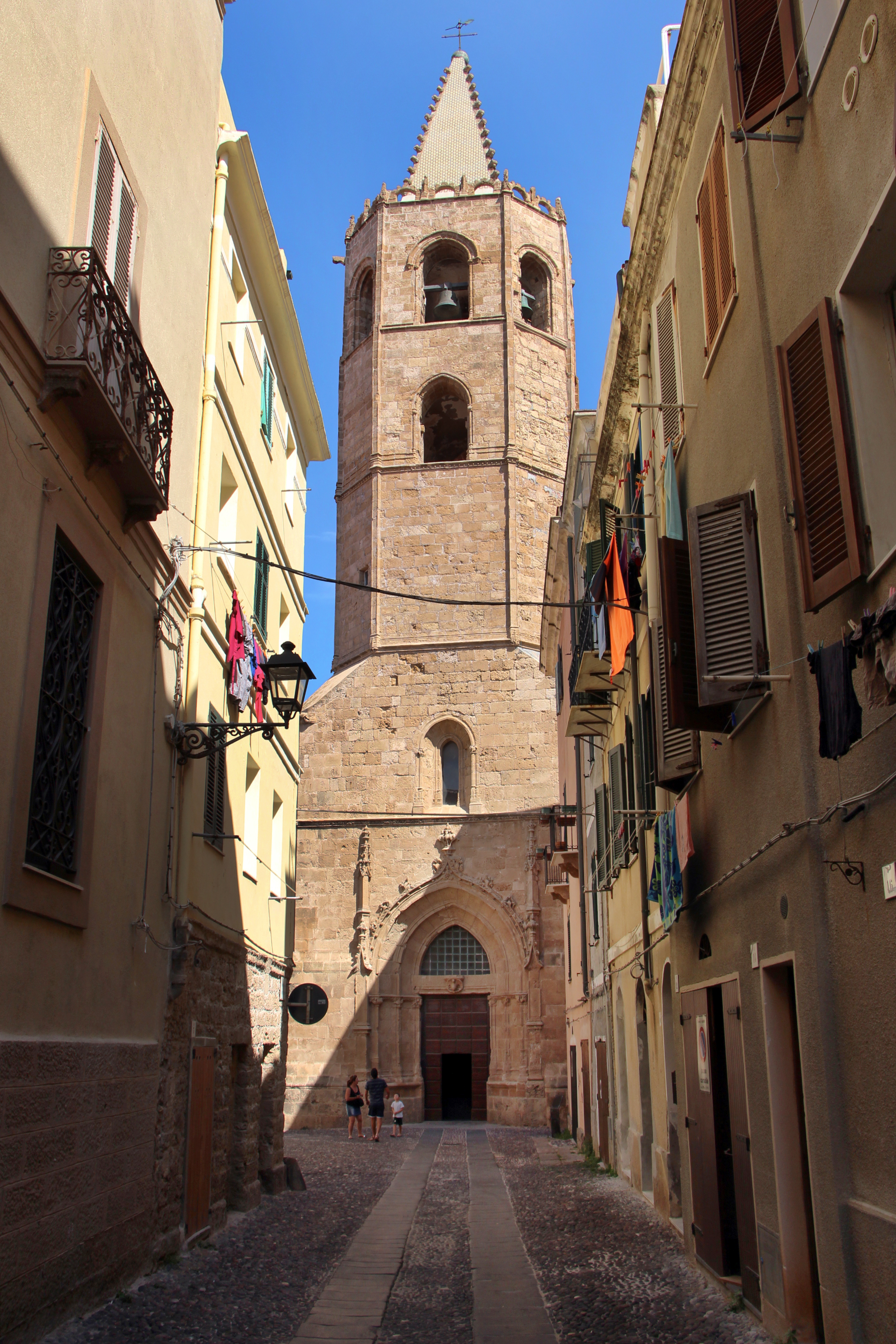
Cattedrale di Alghero, campanile
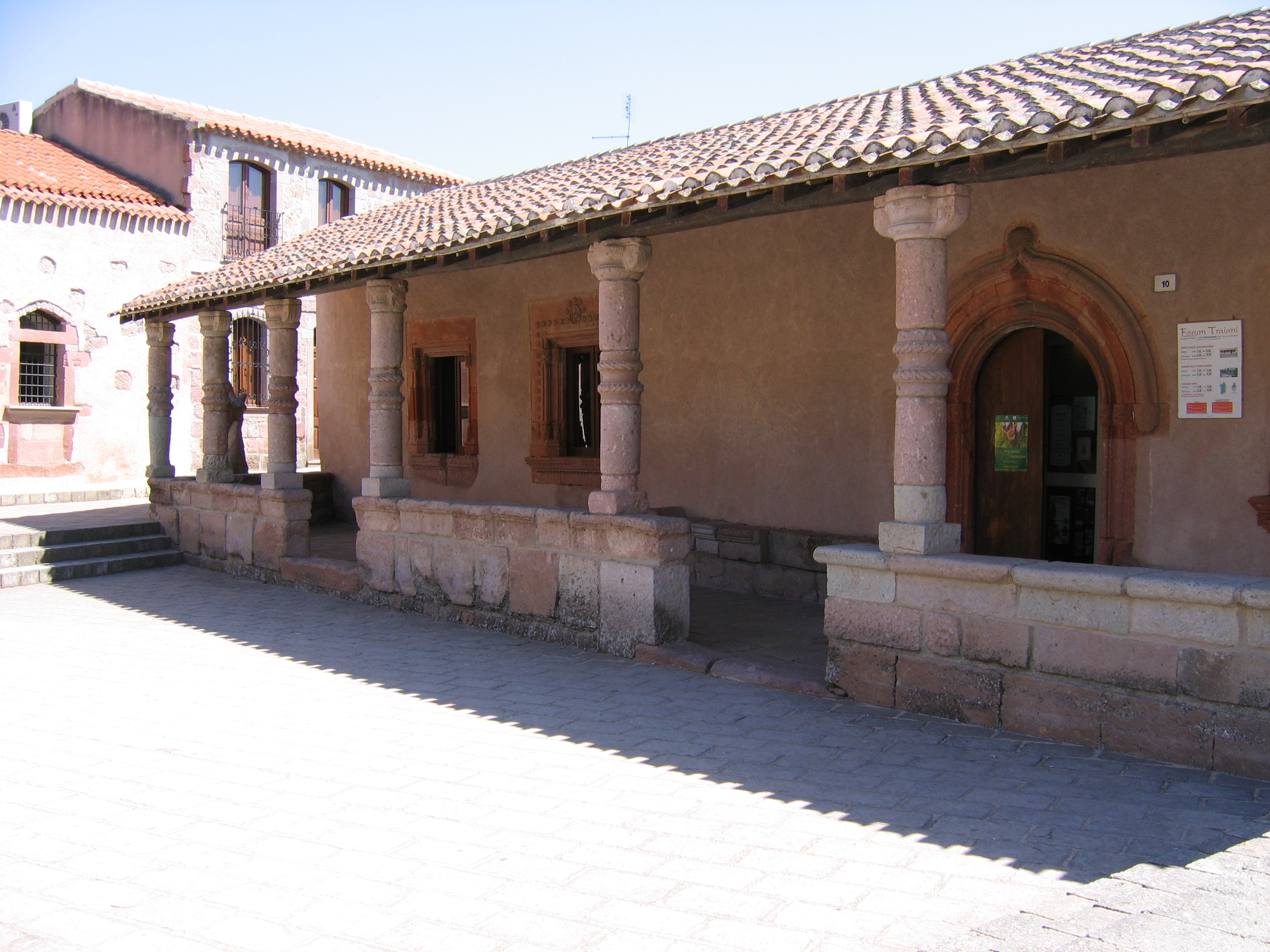
Casa aragonese, Fordongianus
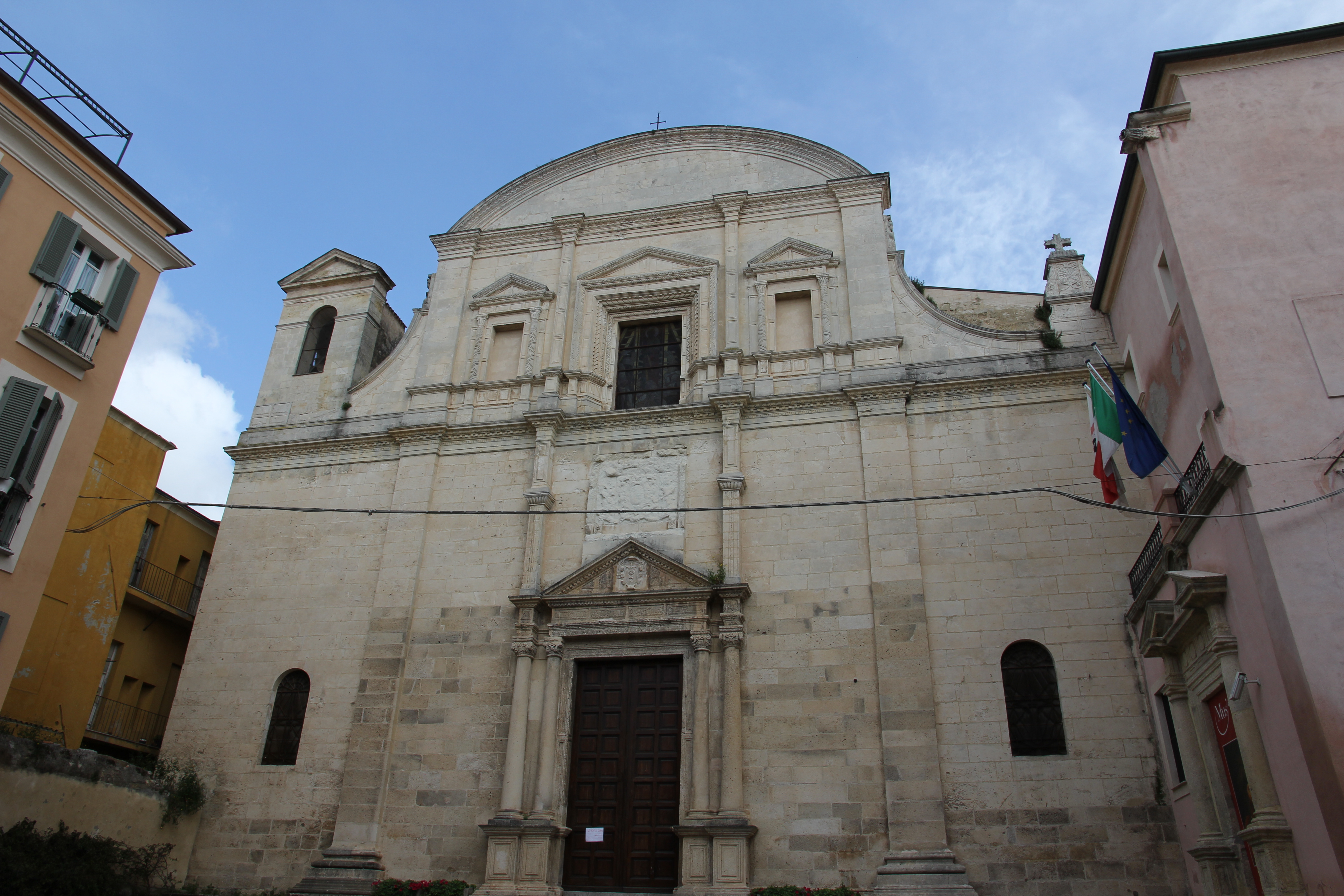
Chiesa di Santa Caterina, Sassari
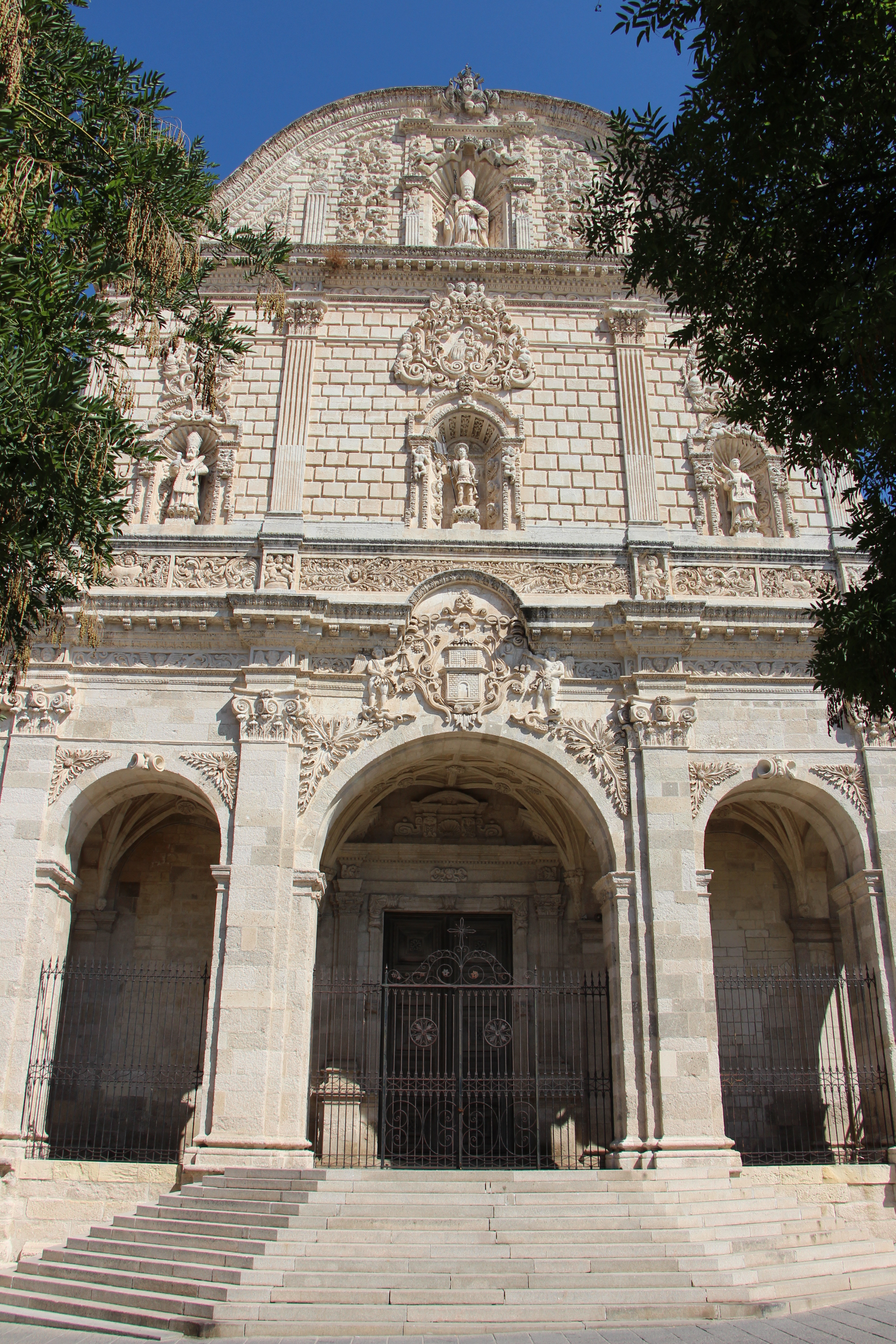
Cattedrale di San Nicola (Sassari)
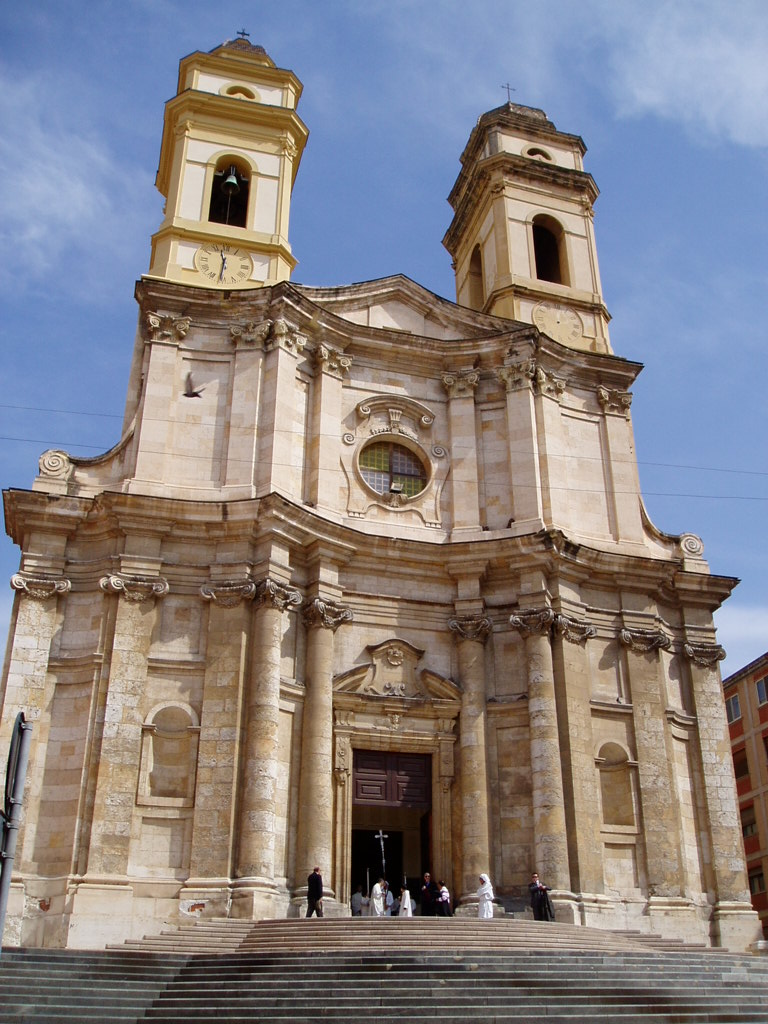
Collegiata di Sant'Anna, Cagliari
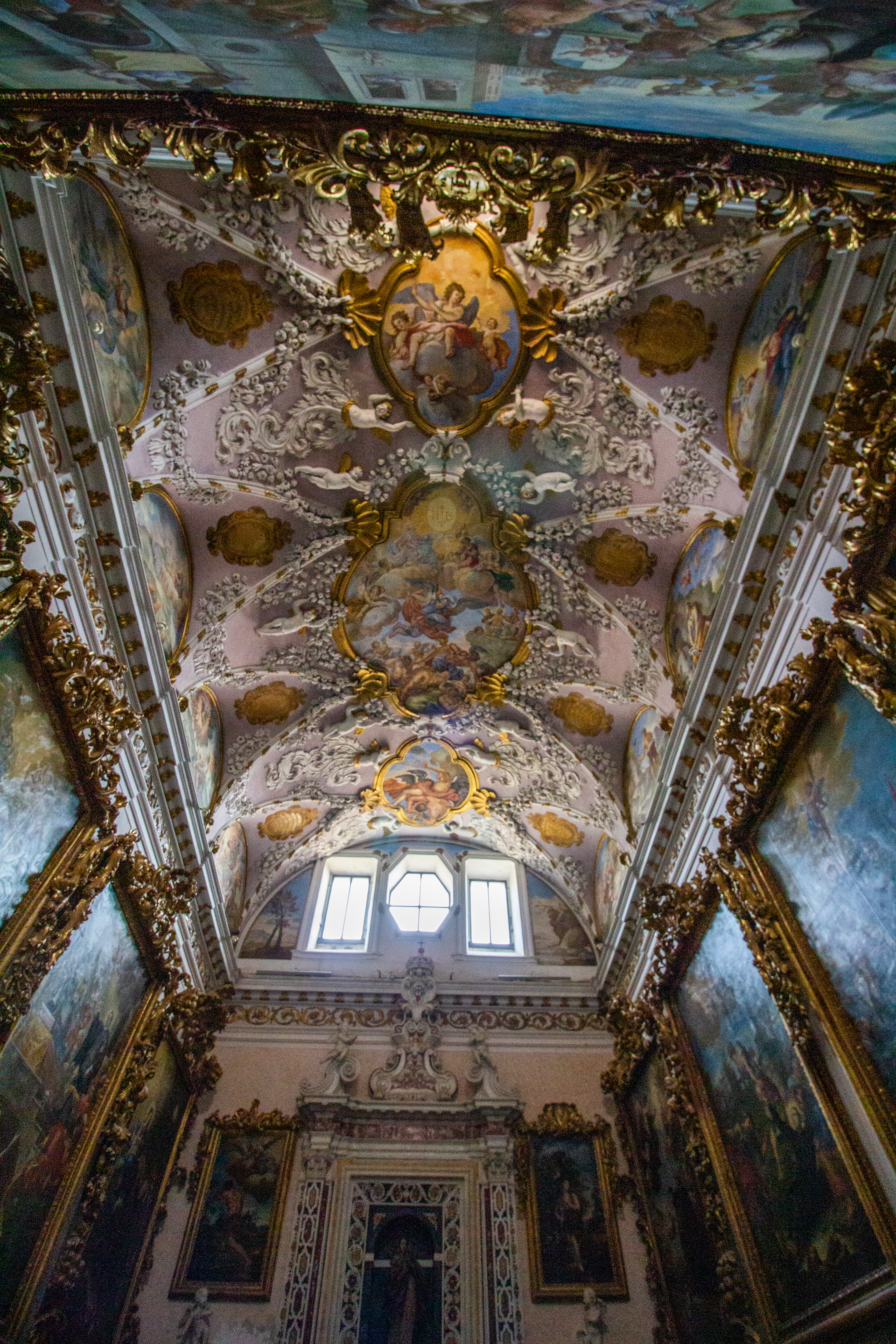
Chiesa di San Michele, Cagliari
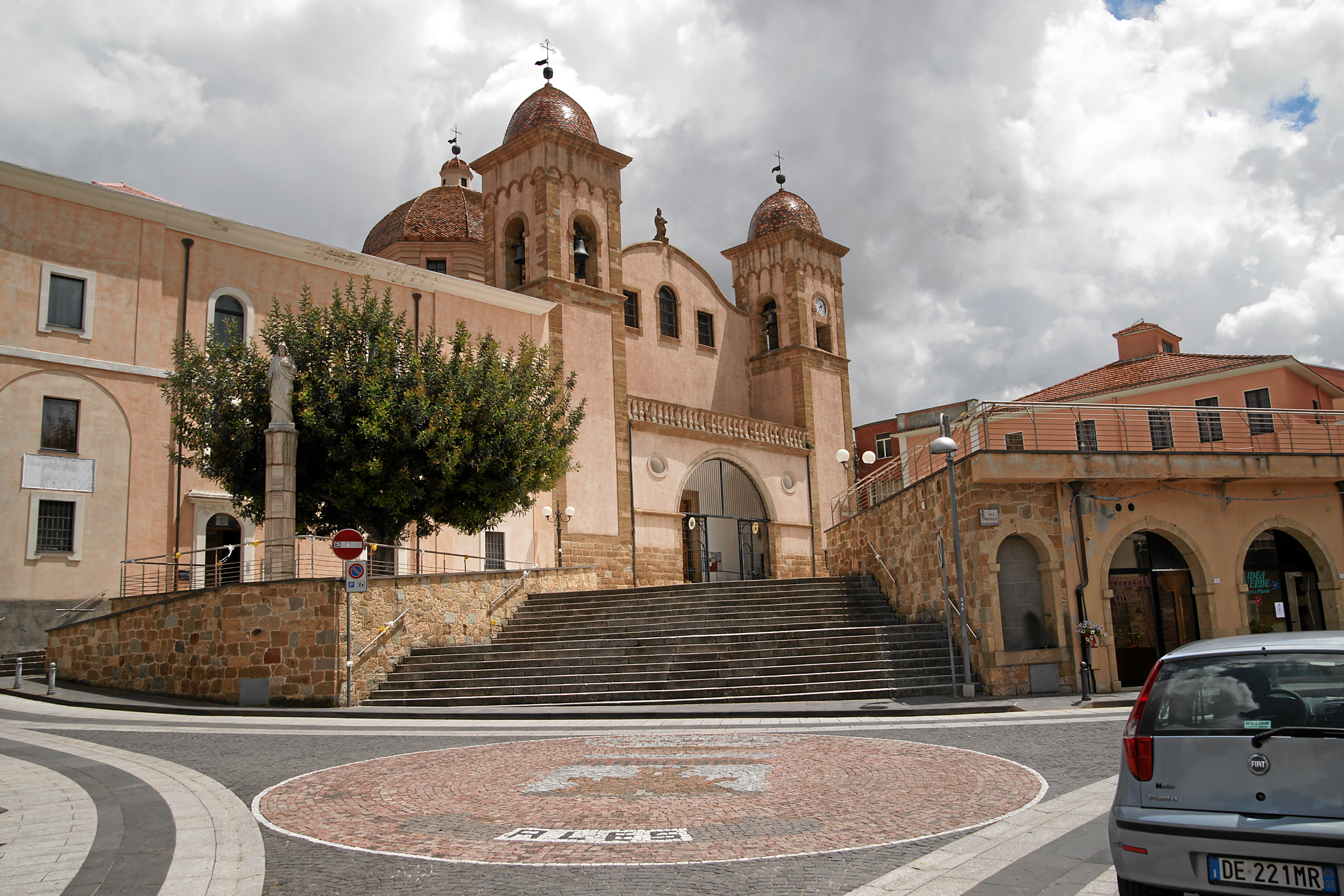
Cattedrale dei Santi Pietro e Paolo, Ales
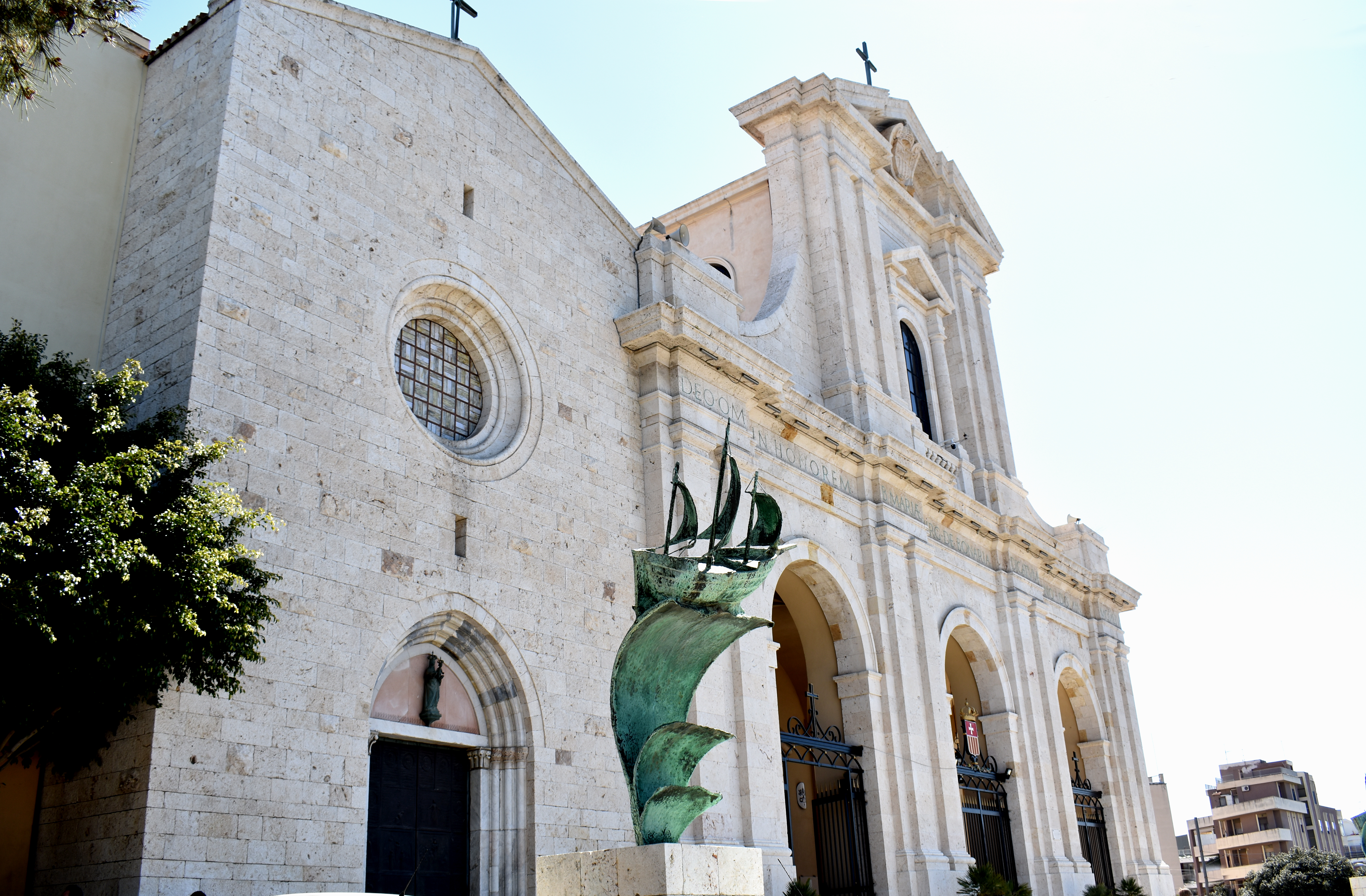
Santuario di Nostra Signora di Bonaria, Cagliari

## L'Ottocento
A partire dal XIX secolo, grazie alle nuove idee ed esperienze importate da alcuni architetti sardi formatisi a Torino, si diffondono nell'isola nuove forme architettoniche di ispirazione neoclassica. Tra le figure più importanti di questa fase architettonica e urbanistica è da citare quella dell'architetto cagliaritano Gaetano Cima, le cui opere sono disseminate in tutto il territorio sardo (tra le sue molte realizzazioni vi sono l'ospedale civile di Cagliari, il Santuario della Beata Vergine Assunta a Guasila e la cattedrale di Ozieri). Accanto alle opere del Cima, sono da citare quelle di Cominotti (Palazzo e Teatro Civico di Sassari) e Cano (Cupola di S. Maria di Betlem a Sassari e la Cattedrale di Santa Maria della Neve a Nuoro).
Nella seconda metà dell'Ottocento a Sassari fu realizzato il neogotico palazzo Giordano (1878) che rappresenta uno dei primi esempi di revivalismo nell'isola, mentre risale al 1933 la facciata neoromanica della cattedrale di Cagliari, opera di Giarrizzo.

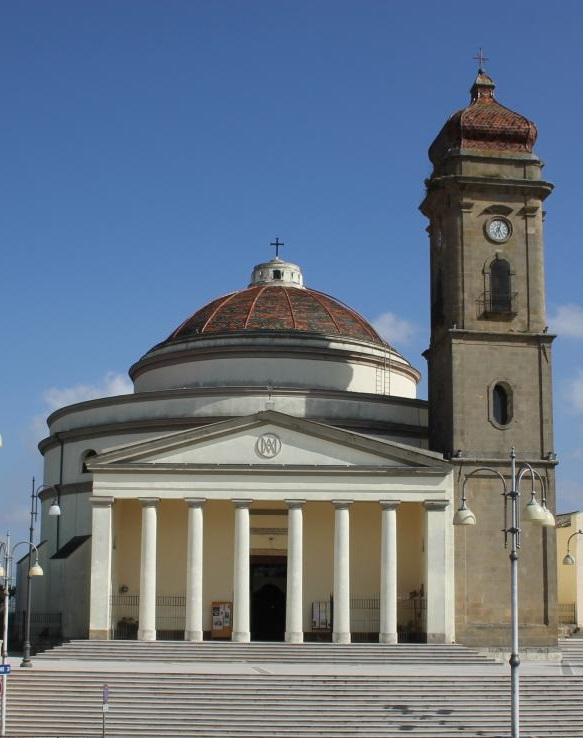
Santuario della Beata Vergine Assunta (Guasila)
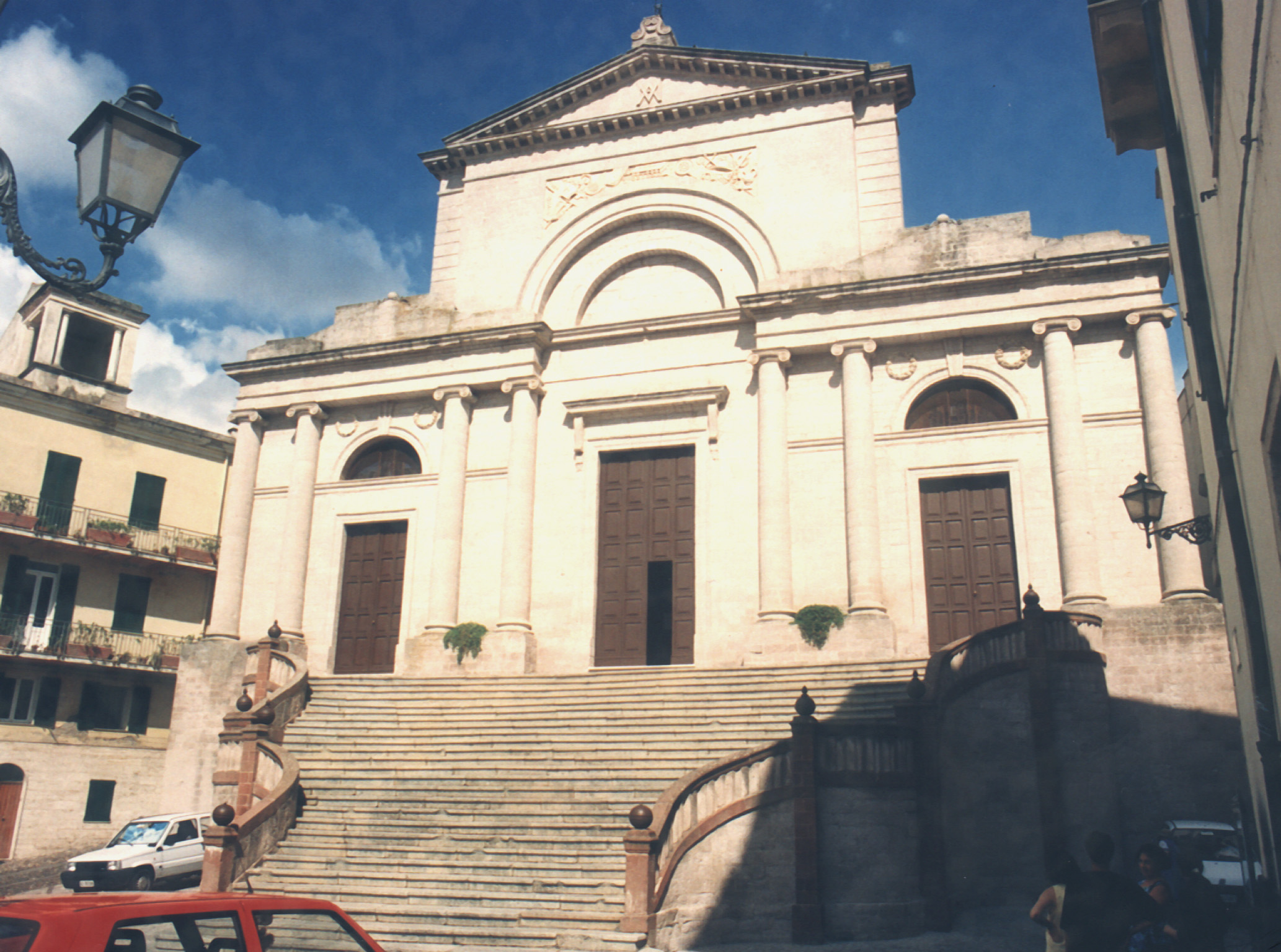
Cattedrale dell'Immacolata (Ozieri)
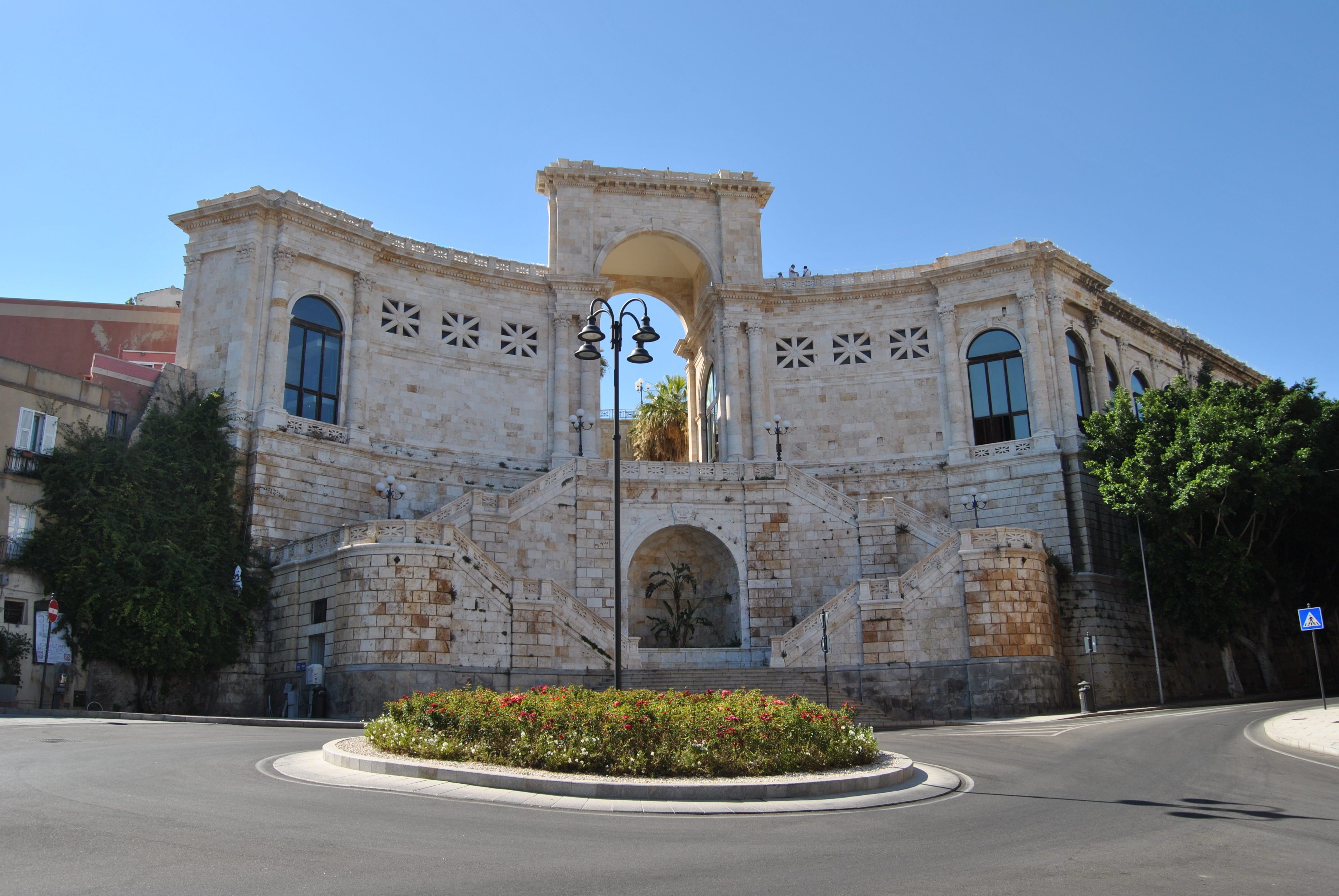
Bastione San Remy, Cagliari
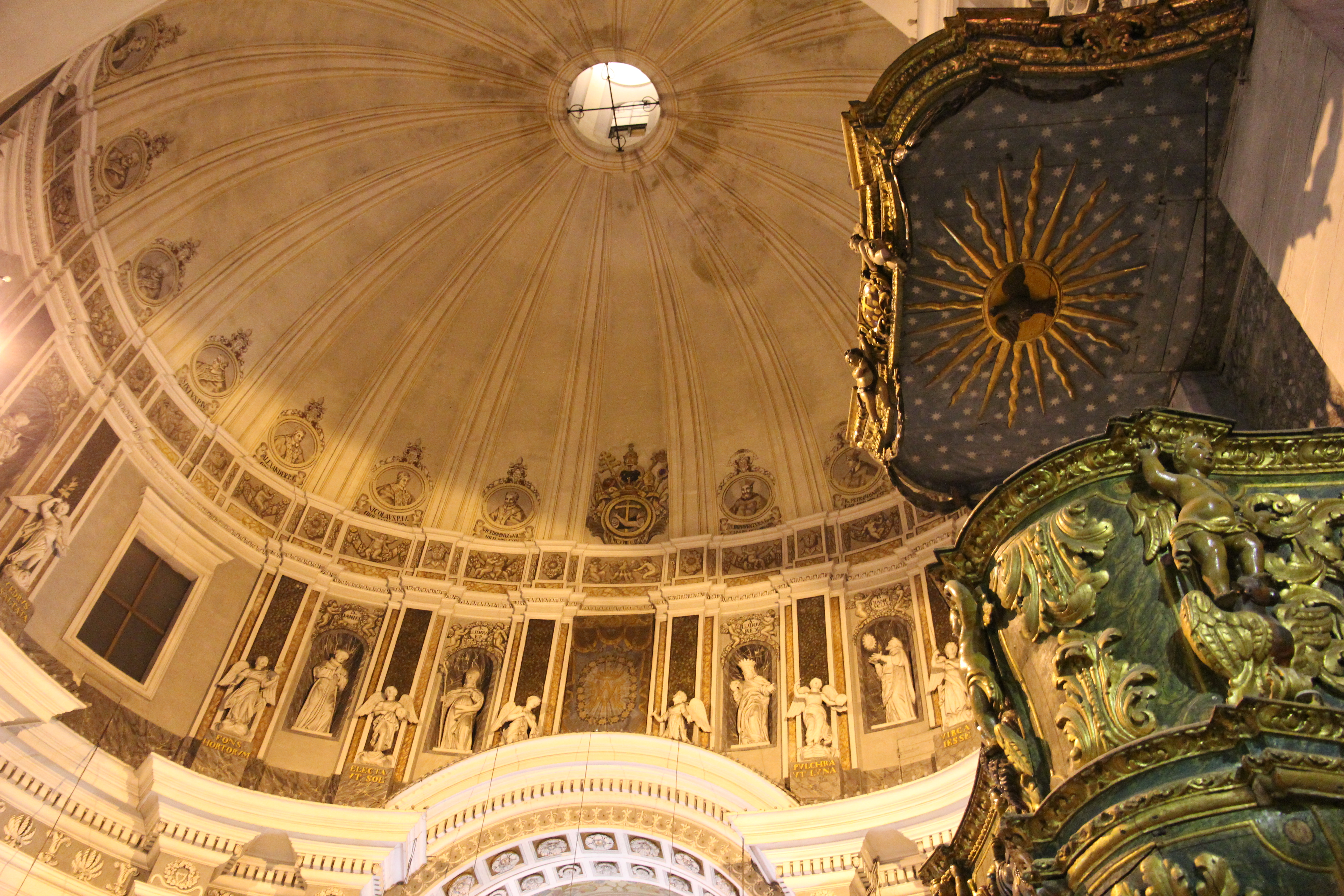
Chiesa di Santa Maria di Betlem, Sassari
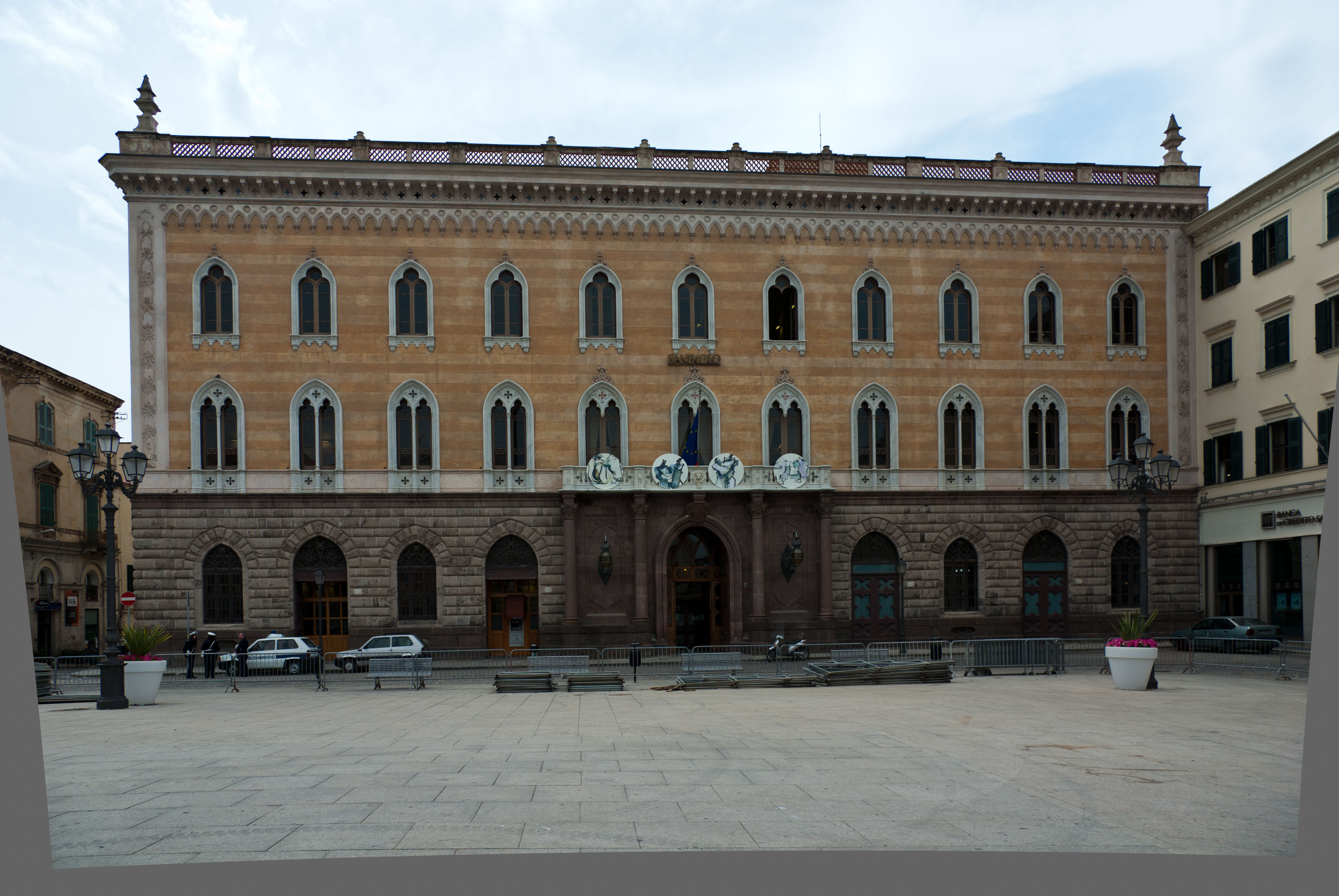
Palazzo Giordano, Sassari

## Dal Novecento in poi
Un'interessante realizzazione di gusto eclettico, derivato dal connubio fra ispirazioni a modelli revivalisti e liberty, risulta essere il palazzo Civico di Cagliari, completato nei primi anni del XX secolo. Il liberty e l'Art déco hanno trovato spazio soprattutto nei nuovi palazzi delle famiglie alto-borghesi, oltre che negli edifici pubblici.
L'avvento del fascismo ha influenzato fortemente negli anni venti e trenta l'architettura italiana; anche in Sardegna, in particolar modo nelle città di nuova fondazione, sono stati realizzate diverse costruzioni di stile razionalista e monumentale: interessanti realizzazioni di quel periodo sono i centri di Fertilia, Arborea e la città di Carbonia, uno dei massimi esempi di architettura razionalista. Una delle figure di spicco dell'epoca è Ubaldo Badas, autore di numerosi edifici a Cagliari.
Lo sviluppo turistico iniziato negli anni sessanta ha fatto sì che in Costa Smeralda si procedesse alla costruzione di edifici di notevole pregio architettonico, come il Cala di Volpe, il Romazzino o il Pitrizza, unitamente al villaggio di Porto Cervo con la chiesa di Stella Maris, opere, rispettivamente, di Jacques Couelle, Luigi Vietti e Michele Busiri Vici.
Più recenti sono altri edifici decisamente moderni come la torre del T Hotel o la sede della Banca di Credito Sardo, entrambi a Cagliari ed il secondo opera di Renzo Piano.
Gli edifici più alti costruiti nell'isola sono il Grattacielo nuovo di Sassari, progettato da Fernando Clemente, con 80 metri e 19 piani più 8 metri di antenna (88 metri totali), il T Hotel di Cagliari con 62 metri (73 metri comprendendo il pennone) e 16 piani, la torre ovest del cosiddetto Palazzaccio di Olbia con 50 metri e 16 piani e la cupola della Basilica di Bonaria a Cagliari con 50 metri. La struttura più alta mai realizzata è il camino di 250 metri circa della Centrale Sulcis (appartenente a Enel Produzione), situata all'interno del Polo industriale di Portovesme.

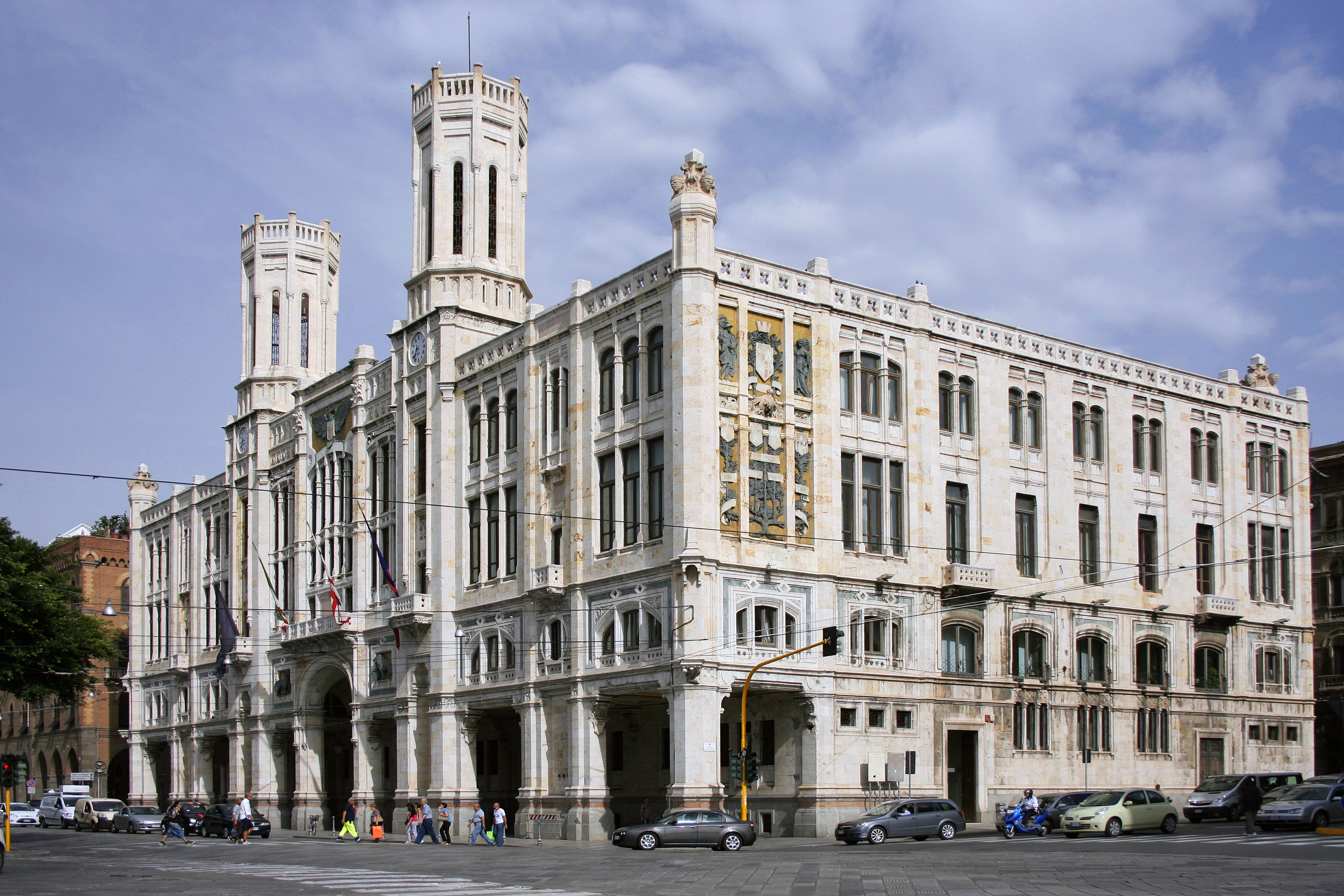
Palazzo Civico (Cagliari)
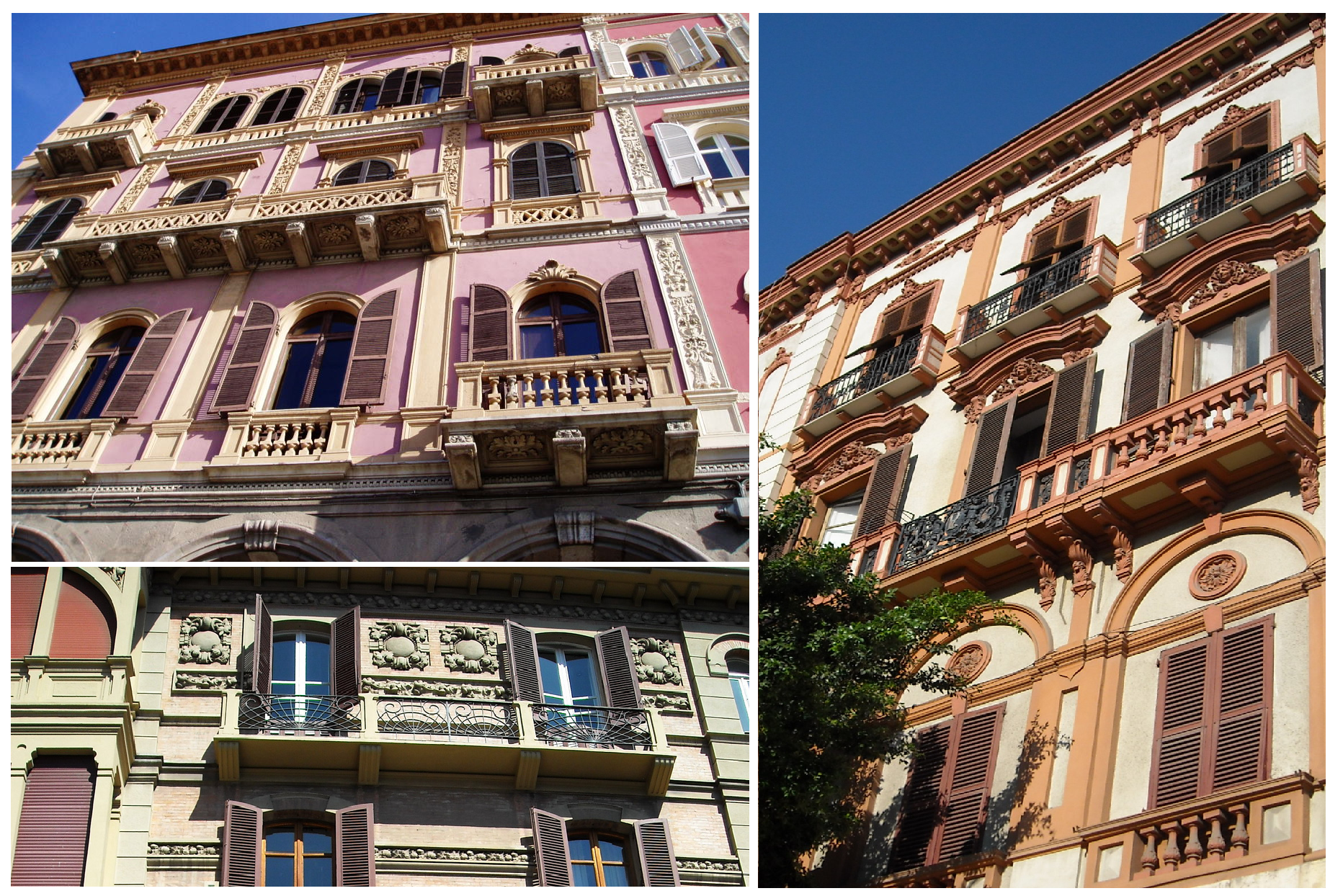
Edifici liberty, Cagliari
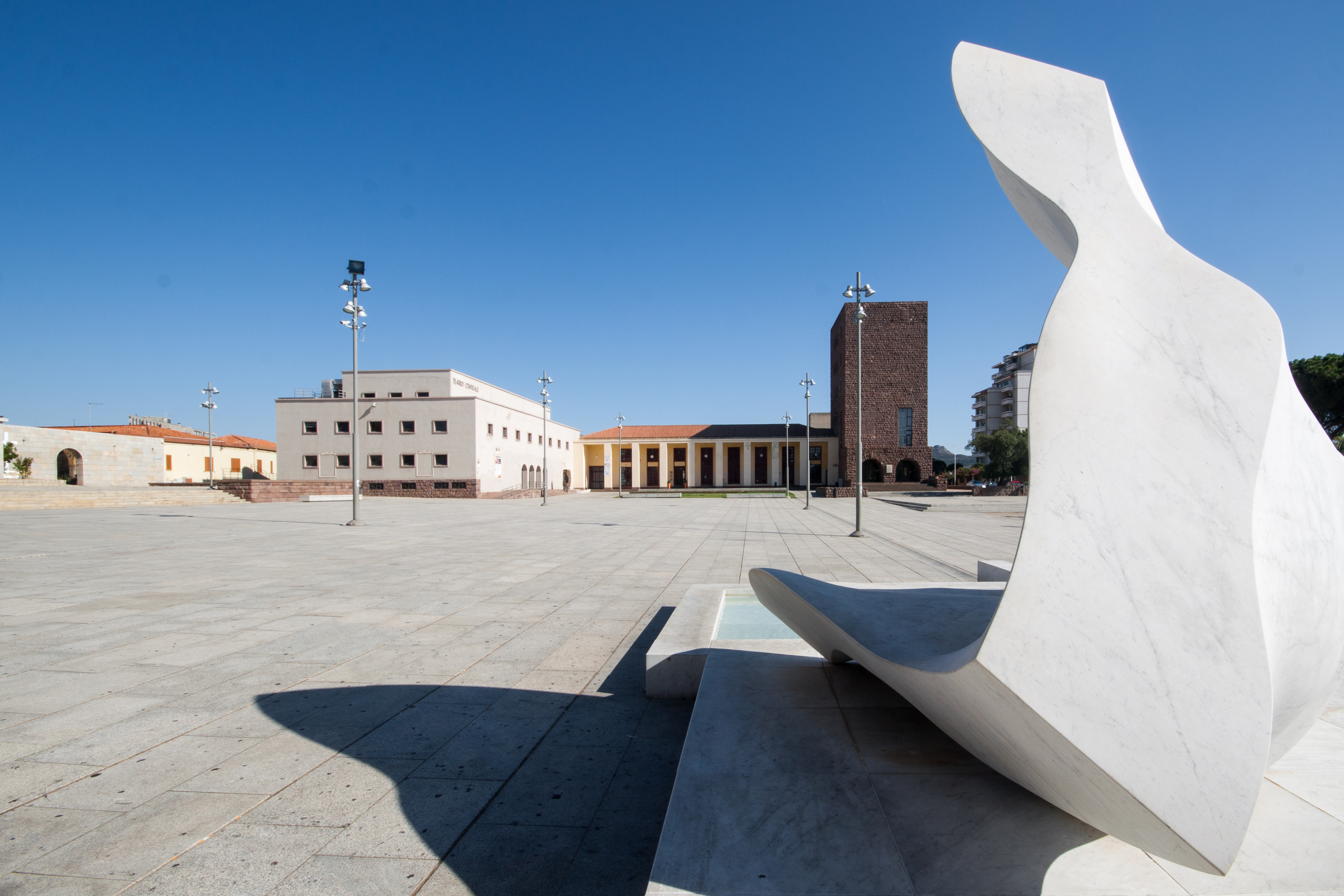
Carbonia
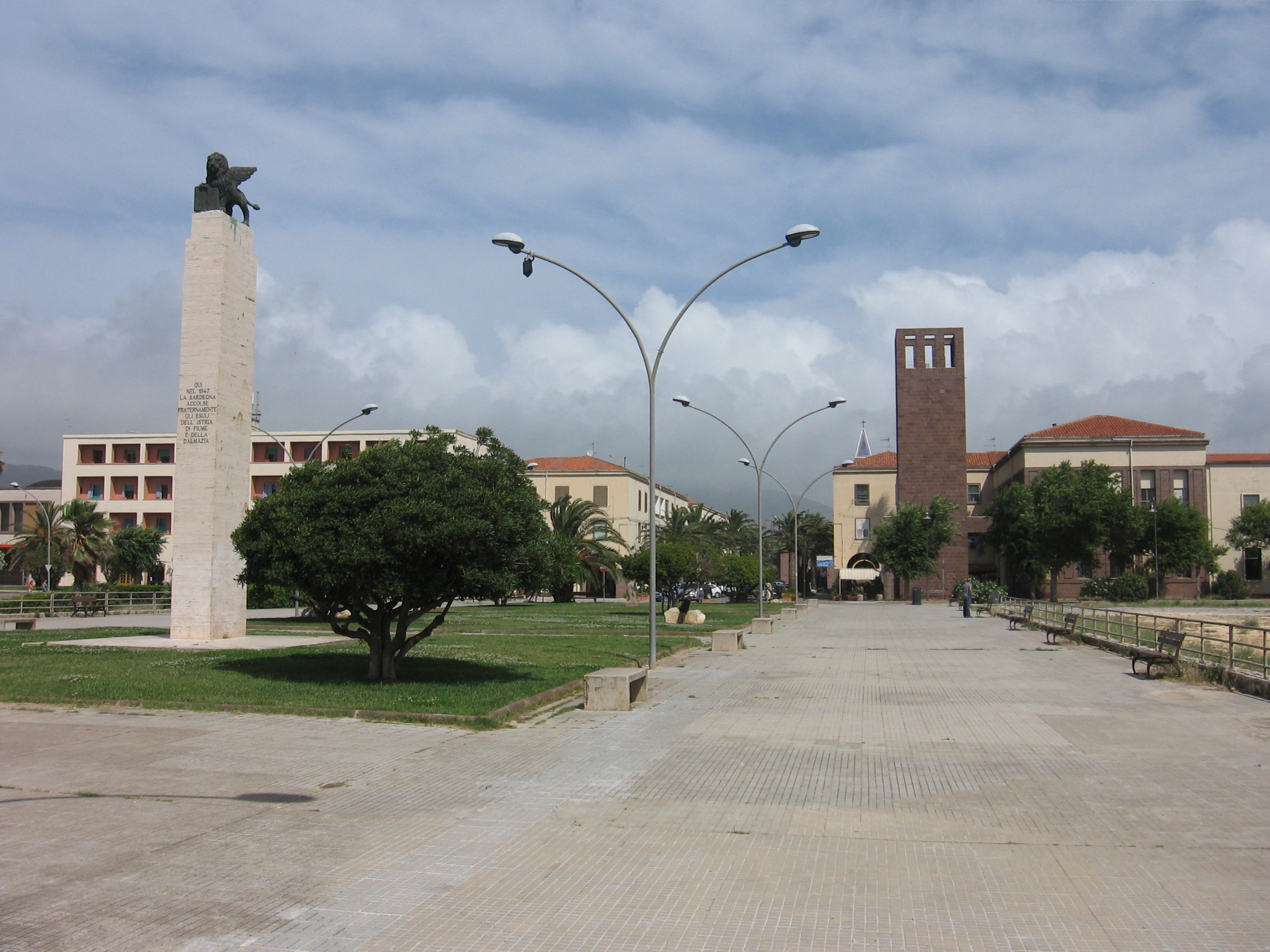
Fertilia

## Architetture abitative tradizionali
Esistono, inoltre, diverse tipologie abitative tradizionali, come la casa alta delle zone collinari e montane, costruite in pietra e legno, e le case a corte in ladiri (mattone in terra cruda) del Campidano e diverse tipologie insediative, come gli stazzi in Gallura, i furriadroxius e i medaus nel Sulcis-Iglesiente.

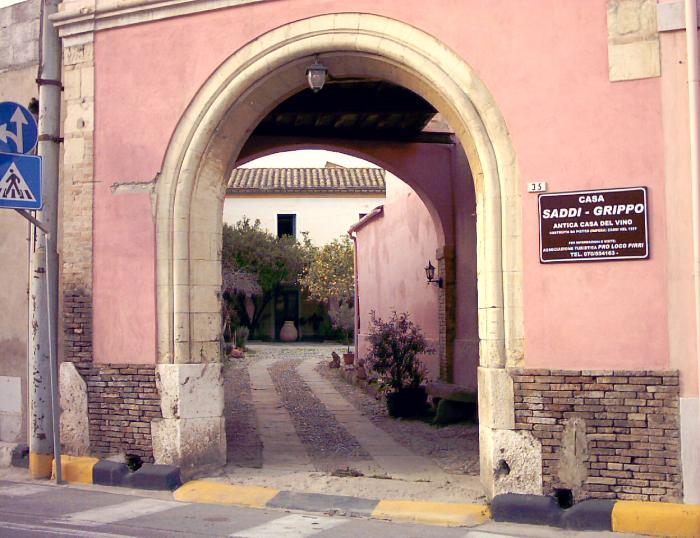
Casa campidanese, Pirri
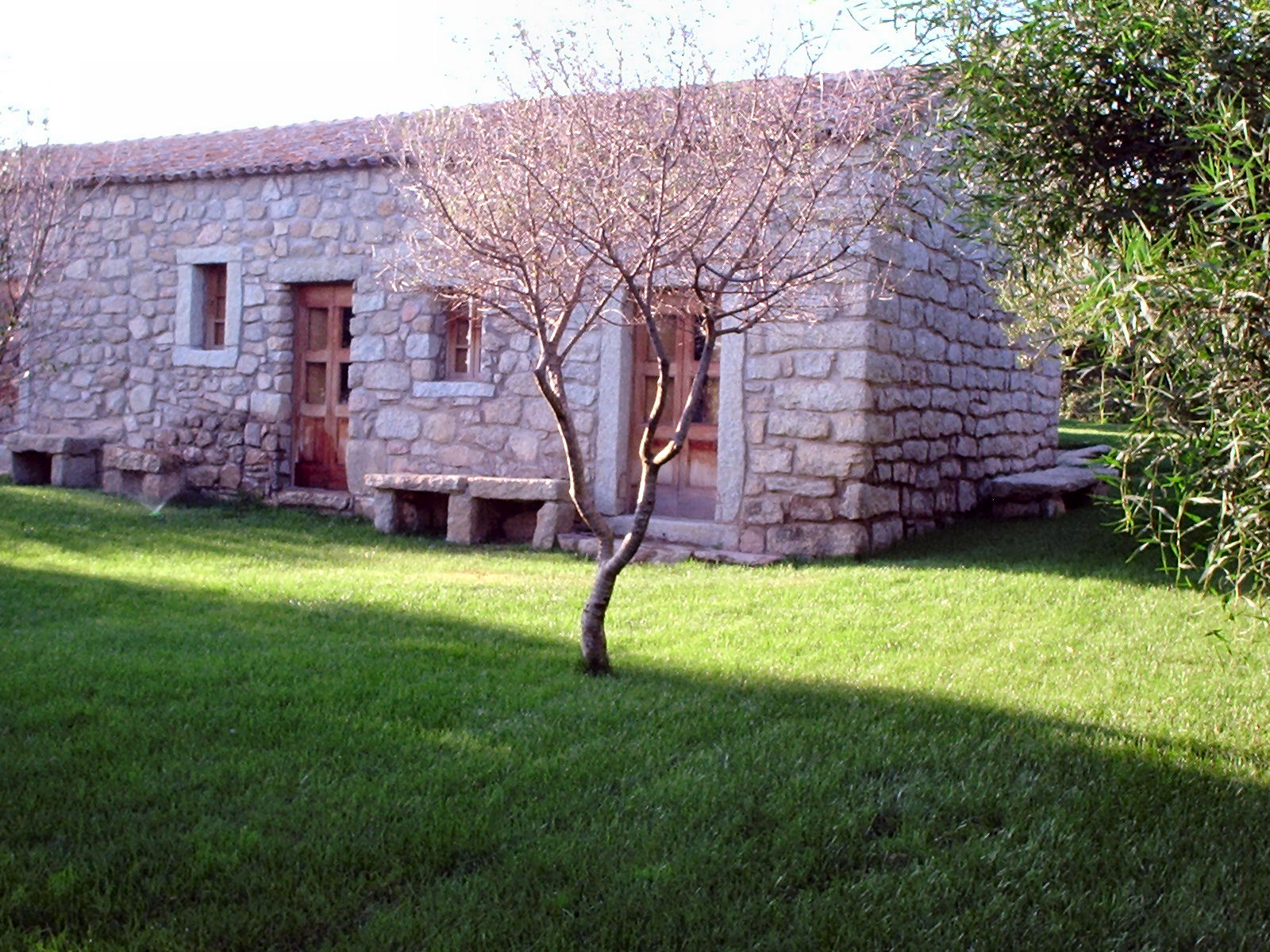
Stazzo gallurese